# Liste griechischer Phrasen/Tau

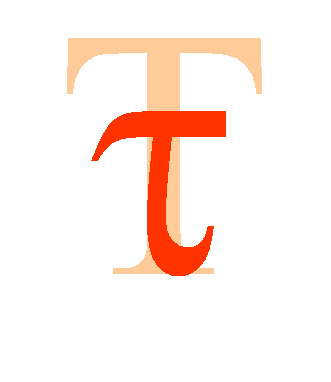
Tau

## Τὰ δε πάντα οἰακίζει κεραυνός.
Τὰ δε πάντα οἰακίζει κεραυνός.
Ta de panta oiakizei keraunos.
„Das Weltall aber steuert der Blitz.“
Zitat des Philosophen Heraklit. Er versteht unter Blitz das ewige Urfeuer, aus dem nach ewigem Gesetz „nach Maßen“ die Welt mit ihren Gegensätzen hervortritt und in das sie wieder zurückfällt. Er sagt auch, das Feuer sei vernunftbegabt und es regiere alle Dinge.

## τὰ ἑπτὰ θεάματα τῆς οἰκουμένης
τὰ ἑπτὰ θεάματα τῆς οἰκουμένης
ta hepta theamata tēs oikoumenēs
„die sieben Sehenswürdigkeiten der bewohnten Erde“
Die erste vollständige Liste der „Sieben Weltwunder“ findet sich in einem Epigramm des phönizischen Schriftstellers Antipatros von Sidon, der im 2. Jahrhundert v. Chr. einen Reiseführer des großgriechischen Raumes im Altertum schrieb.
In der Schrift Περὶ τῶν ἑπτὰ θεαμάτων (Peri tōn hepta theamatōn, lateinisch De septem mundi miraculis, „Die Sieben Weltwunder“), die später irrtümlich Philon von Byzanz zugeschrieben wurde, aber von einem spätantiken Autoren gleichen Namens stammt, sind sie ausführlicher beschrieben (der Schluss, der das Mausoleum von Halikarnassos behandelte, ist jedoch nicht erhalten):
| Bild                                                         | Ort           | alt-/neugriechisch | deutsch                                            |
| ------------------------------------------------------------ | ------------- | --- | -------------------------------------------------- |
| künstlerische Darstellung des Leuchtturms von Pharos         | Alexandria    | ὁ Φάρος Ἀλεξανδρινός ho Pharos Alexandrinos/ ο Φάρος της Αλεξάνδρειας o Faros tis Alexandrias                                                                | Leuchtturm auf der Insel Pharos                    |
| seitlicher Blick auf die Cheops-Pyramide                     | Gizeh         | ἡ Μεγάλη πυραμίς (τοῦ Χέοπος) hē Megalē pyramís (tou Cheopos) (Singular, „die Große Pyramide [des Cheops]“)/ οι Πυραμίδες της Γκίζα i Pyramides tis Giza     | Pyramiden von Gizeh                                |
| künstlerische Darstellung der Zeusstatue des Phidias         | Olympia       | ὁ τοῦ Φειδίου Ζεὺς Ὀλύμπιος ho tou Pheidiou Zeus Olympios/ το Άγαλμα του Ολυμπίου Διός to Agalma tou Olymbiou Dios                                           | Zeusstatue des Phidias in Olympia                  |
| künstlerische Darstellung der Hängenden Gärten der Semiramis | Babylon       | οἱ τῆς Σεμιράμιδος Κῆποι Κρεμαστοὶ Βαβυλώνιοι hoi tēs Semiramidos Kēpoi Kremastoi Babylōnioi/ οι Κρεμαστοί κήποι της Βαβυλώνας i Kremasti kipi tis Vavylonas | Hängende Gärten der Semiramis                      |
| künstlerische Darstellung des Mausoleums von Halikarnassos   | Halikarnassos | τὸ Μαυσσώλειον Ἁλικαρνασσεύς to Maussōleion Halikarnasseus/ το Μαυσωλείο της Αλικαρνασσού to Mafsoleo tis Alikarnassou                                       | Grabmal des Mausolos (Mausoleum) von Halikarnassos |
| künstlerische Darstellung des Kolosses von Rhodos            | Rhodos        | ὁ Κολοσσὸς Ῥόδιος ho Kolossos Rhodios/ ο Κολοσσός της Ρόδου o Kolossos tis Rhodou                                                                            | Koloss von Rhodos                                  |
| künstlerische Darstellung des Artemis-Tempels in Ephesos     | Ephesos       | ὁ ναὸς τῆς Ἀρτέμιδος Ἐφεσίης ho naos tēs Artemidos Ephesiēs/ ο Ναός της Αρτέμιδος στην Έφεσο o Naos tis Artemidos stin Efeso                                 | Tempel der Artemis in Ephesos                      |

Da die Liste in Vorderasien entstand, befanden sich auch vier der sieben Weltwunder dort. Diese Liste wurde im Lauf der Jahre oft geändert und den Reisegewohnheiten der jeweiligen Gesellschaften angepasst. Heute existieren von diesen Weltwundern nur noch die Pyramiden von Gizeh. Die anderen wurden durch Erdbeben und Kriege zerstört oder zerfielen. Die ursprünglich aufgelisteten Stadtmauern von Babylon wurden durch den Geschichtsschreiber Gregor von Tours im 6. Jahrhundert aus der Liste entfernt, da sie zerstört waren, und durch den Leuchtturm von Alexandria ersetzt.

## Τὰ ζῷα τρέχει.
Τὰ ζῷα τρέχει.
Ta zōa trechei.
„Die Tiere laufen.“
Dieser altgriechische Satz veranschaulicht die grammatikalische Regel, dass neutrale Nomina im Plural mit Verbformen im Singular verbunden sind (τρέχει trechei ist die 3. Person Singular Präsens Aktiv, vergleiche Konjugationstabelle). Dies ist vermutlich der Rest einer urindogermanischen Kollektivform, die bereits im klassischen Griechischen verschwand.
Diese Verbindung von Neutra im Plural mit Verben im Singular gibt es im modernen Griechischen nicht mehr. Der obige Satz lautet jetzt: „Τα ζώα τρέχουν. Ta zoa trechoun.“ (Hier ist τρέχουν trechoun die 3. Person Plural Präsens Aktiv, vergleiche Konjugationstabelle)

## Τὰ Καίσαρος ἀπόδοτε Καίσαρι καὶ τὰ τοῦ θεοῦ τῷ θεῷ.
Τὰ Καίσαρος ἀπόδοτε Καίσαρι καὶ τὰ τοῦ θεοῦ τῷ θεῷ.
Ta Kaisaros apodote Kaisari kai ta tou theou tō theō.
„Gebt dem Kaiser, was des Kaisers ist und Gott, was Gottes ist.“
Nach dem Evangelium nach Markus Antwort Jesu auf die Fangfrage, ob es Juden erlaubt sei, dem römischen Kaiser Steuern zu zahlen:

„14 Und sie kamen und sprachen zu ihm: Meister, wir wissen, dass du wahrhaftig bist und fragst nach niemand; denn du siehst nicht auf das Ansehen der Menschen, sondern du lehrst den Weg Gottes recht. Ist’s recht, dass man dem Kaiser Steuern zahlt, oder nicht? Sollen wir sie zahlen oder nicht zahlen? 15 Er aber merkte ihre Heuchelei und sprach zu ihnen: Was versucht ihr mich? Bringt mir einen Silbergroschen, dass ich ihn sehe! 16 Und sie brachten einen. Da sprach er zu ihnen: Wessen Bild und Aufschrift ist das? Sie sprachen zu ihm: Des Kaisers. 17 Da sprach Jesus zu ihnen: Gebt dem Kaiser, was des Kaisers ist, und Gott, was Gottes ist! Und sie wunderten sich über ihn.“

Die Frage nach der Steuer an die römischen Besatzer wurde unter den Juden heftig diskutiert. Ein Ja zu dieser Steuer hätte Jesus in Konflikt mit den Juden, ein Nein in Konflikt mit den Römern gebracht. Die Steuermünze war ein silberner Denar mit einem Bild des römischen Kaisers, was die Juden wegen der Tendenz zur Vergöttlichung ablehnten.

## Τὰ μὲν ἀπλανέα τῶν ἄστρων καὶ τὸν ἅλιον μένειν ἀκίνητον, τὰν δὲ γᾶν περιφέρεσθαι περὶ τὸν ἅλιον.

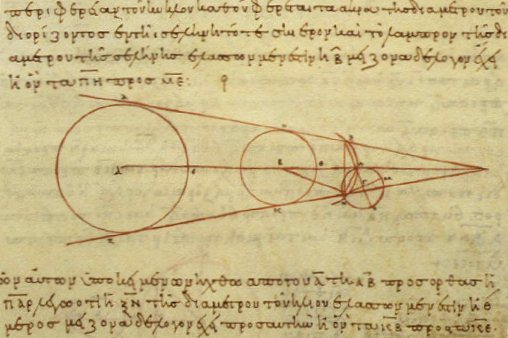
Berechnung der relativen Größe von Erde, Sonne und Mond durch Aristarchos von Samos (Kopie aus dem 10. Jahrhundert)

Τὰ μὲν ἀπλανέα τῶν ἄστρων καὶ τὸν ἅλιον μένειν ἀκίνητον, τὰν δὲ γᾶν περιφέρεσθαι περὶ τὸν ἅλιον.
Ta men aplanea tōn astrōn kai ton halion menein akinēton, tan de gân peripheresthai peri ton alion.
„Die Fixsterne und die Sonne bleiben unbewegt, während sich die Erde um die Sonne dreht.“
Beschreibung des heliozentrischen Sonnensystems durch Archimedes.

## τὰ μετὰ τὰ φυσικά
τὰ μετὰ τὰ φυσικά
ta meta ta physika
„das nach der Physik“
Die Metaphysik ist ein zusammengefasstes Werk des Philosophen Aristoteles, das einem Teilgebiet der Philosophie seinen Namen gegeben hat. Unter der Sammelbezeichnung Metaphysik haben Aristoteles’ Schüler – vermutlich der Peripatetiker Andronikos von Rhodos im 1. Jahrhundert v. Chr. – unterschiedliche, zum Teil unabhängige Schriften in 14 Büchern zusammengefasst. Der Name rührt vermutlich von der Einordnung im Gesamtkontext der Werke des Philosophen. Der Titel bezeichne die Bücher, die der Physik nachgeordnet sind.
Aristoteles selbst nannte den Gegenstand seiner Wissenschaft „Erste Philosophie“ (πρώτη φιλοσοφία protē philosophia) oder auch „Theologische Wissenschaft“ (ἐπιστήμη θεολογίκη epistēmē theologikē). In einer Dissertation von 2004 an der Humboldt-Universität über die Metaphysik bei Martin Heidegger heißt es:

„Der griechische Name der Metaphysik »μετὰ τὰ φυσικά« bedeutet Heidegger zufolge genau dasjenige, was »über« das Seiende als solches hinausgeht.“

## Τα μυαλά σου και μιά λίρα.
Τα μυαλά σου και μιά λίρα.
Ta myala sou kē mia lira.
„Dein Hirn oder [wörtlich: und] ein Pfund!“
Während der ottomanischen Besatzung gab es in Athen einen riesigen Albaner (Κιουλάκ Βογιατζή Kioulak Vojiatzi), der alle sechs Monate in den Häusern der christlichen Griechen die Kopfsteuer (dschizya) einsammelte. Er trug eine große Keule in der Hand und drohte damit, den Leuten das Gehirn zu zertrümmern, wenn sie ihm nicht ein goldenes Pfund-Stück gäben. Er war aber geistig so weit zurückgeblieben, dass er die verschiedenen Münzen nicht unterscheiden konnte und die Athener gaben ihm glänzende Kupfermünzen, die sie ihm als Goldmünzen schmackhaft machten.

## Τὰ πάντα ἐξ ὕδατος εἶναι.

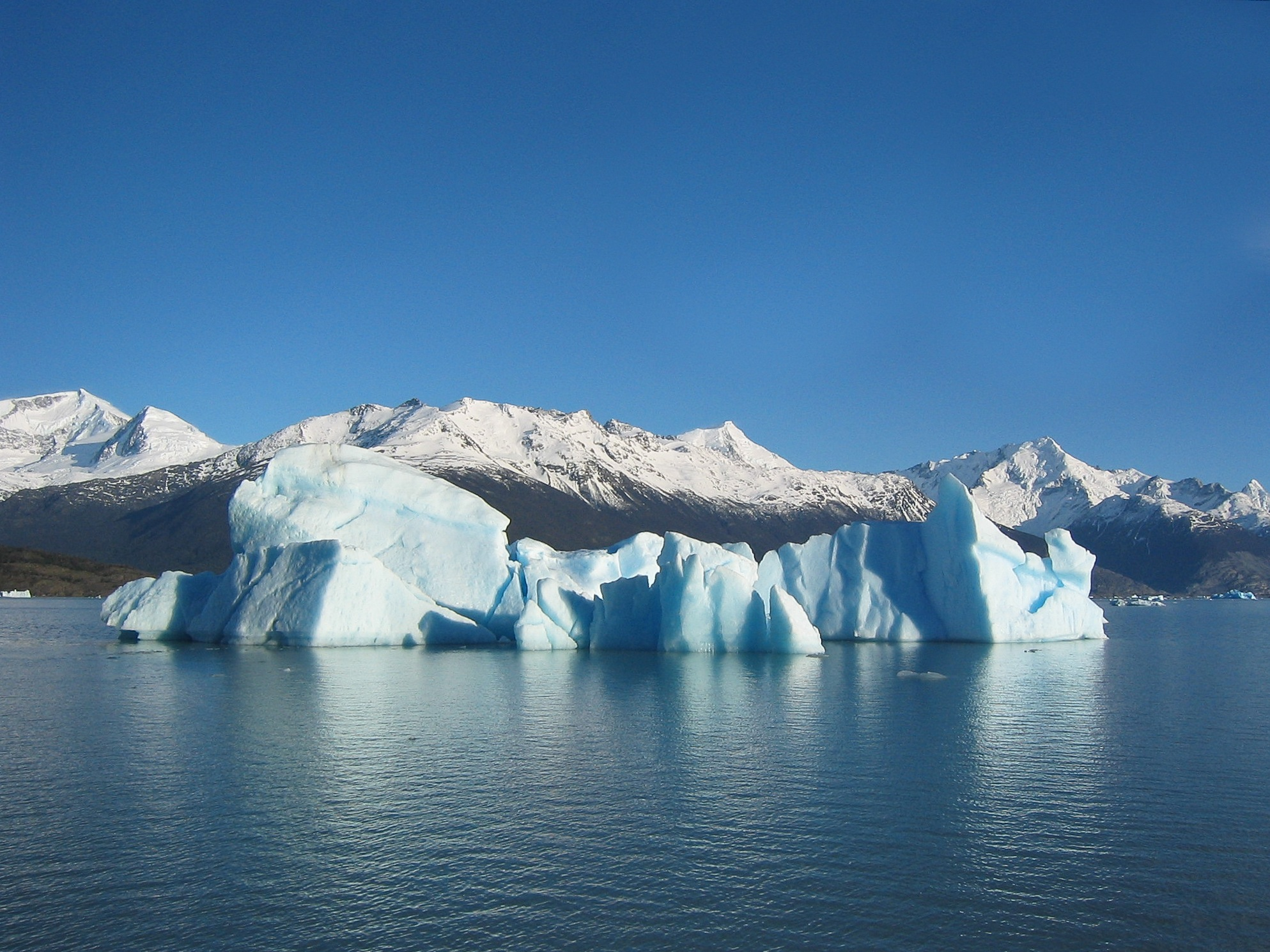
Wasser ist die einzige chemische Verbindung, die von Natur aus in allen drei Aggregatzuständen vorkommt.

Τὰ πάντα ἐξ ὕδατος εἶναι
καὶ εἰς ὕδωρ πάλιν ἀναλύεσθαι.
Ta panta ex hydatos einai
kai eis hydōr palin analyesthai.
„Alles ist aus dem Wasser und in Wasser löst sich alles auf.“
Freiere Übersetzung: „Das Prinzip aller Dinge ist das Wasser, denn Wasser ist alles und ins Wasser kehrt alles zurück.“
Zitat des Naturphilosophen, Staatsmannes, Mathematikers, Astronomen und Ingenieurs Thales von Milet. Seine Philosophie basiert zum Teil auf der Behauptung, dass alles aus Wasser entstanden sei. Thales glaubte einen Kreislauf des Werdens zu erkennen. Dabei musste der gesuchte Urstoff nicht nur allgemein verbreitet, sondern auch wandlungsfähig sein. All diese Kriterien erfüllte das Wasser, denn Wasser benötigen alle Lebewesen und Wasser tritt in verschiedenen Aggregatzuständen auf: als Eis, als Flüssigkeit oder als Dampf.
Diese Hypothese wurde am Anfang des 20. Jahrhunderts wieder aufgegriffen, als man annahm, dass sich alles aus Wasserstoff entwickelt hat.
Der Philosoph Wilhelm Weischedel zitiert in seinem Buch Die philosophische Hintertreppe Aristoteles, der annahm, Thales habe mit dem „Wasser“ den „Okeanos“ gemeint, jenen Urstrom, der die Erdkuppel umfließe.
Der Vers „Wasser zwar ist das Beste“ (Ἄριστον μὲν ὕδωρ.) stammt von Pindar (Anfang der ersten Olympischen Ode), wird aber fälschlicherweise häufig – ein offensichtlich unausrottbarer Irrtum – Thales zugeschrieben.

## τὰ σάνδαλα τοῦ Ἐμπεδοκλέος
τὰ σάνδαλα τοῦ Ἐμπεδοκλέος
ta sandala tou Empedokleos
„die Sandalen des Empedokles“
Neugriechisch: τα σάνδαλα του Εμπεδοκλή ta sandala tou Embedokli
Zum Tod des Philosophen Empedokles erzählt der Philosophiehistoriker Diogenes Laertios, dass sich Empedokles entschied, den verbreiteten Glauben, er sei zum Gott geworden, zu bestärken, indem er sich in den Ätna stürzte, um keine Spuren auf der Erde zu hinterlassen. Doch der Krater spuckte seine Sandalen wieder aus.
Der Dichter Friedrich Hölderlin untersucht diese Figur zwischen „Übermuth“ und „Grosmuth“ in seinem Drama Der Tod des Empedokles, von dem er drei Fassungen ausarbeitete. Von ihm stammt auch das folgende Gedicht:
Das Leben suchst du, suchst, und es quillt und glänzt

Ein göttlich Feuer tief aus der Erde dir,

Und du in schauderndem Verlangen

Wirfst dich hinab, in des Aetna Flammen.
Bertolt Brecht verwendet diese Legende als Fabel, um in seinem Lehrgedicht Der Schuh des Empedokles den Führerkult zu kritisieren.
Die Sandalen des Empedokles ist auch der Titel eines Buchs von Norbert Wokart, mit dem Untertitel Eine kleine Philosophie des Alltags.

## Τὰ ὑπὲρ ἡμᾶς οὐδὲν πρὸς ἡμᾶς.
Τὰ ὑπὲρ ἡμᾶς οὐδὲν πρὸς ἡμᾶς.
Ta hyper hēmas ouden pros hēmas.
„Was über uns (hinausgeht), (bedeutet) nichts für uns.“
Lateinisch: Quod supra nos, nihil ad nos.
Zitat aus der Sprichwörtersammlung Adagia des Erasmus von Rotterdam. Gemeint ist damit: Was über unser menschliches Erkenntnisvermögen hinausgeht, hat keine Bedeutung für unsere Lebensführung. Diese Maxime wird mehrfach als Ausspruch des Sokrates angeführt, der damit, wie Cicero es formulierte, die Philosophie vom Himmel auf die Erde brachte, das heißt, er betrieb Ethik statt Physik.

## Τάδ’ ἐστὶ Πελοπόννησος, οὐκ Ἰωνία.

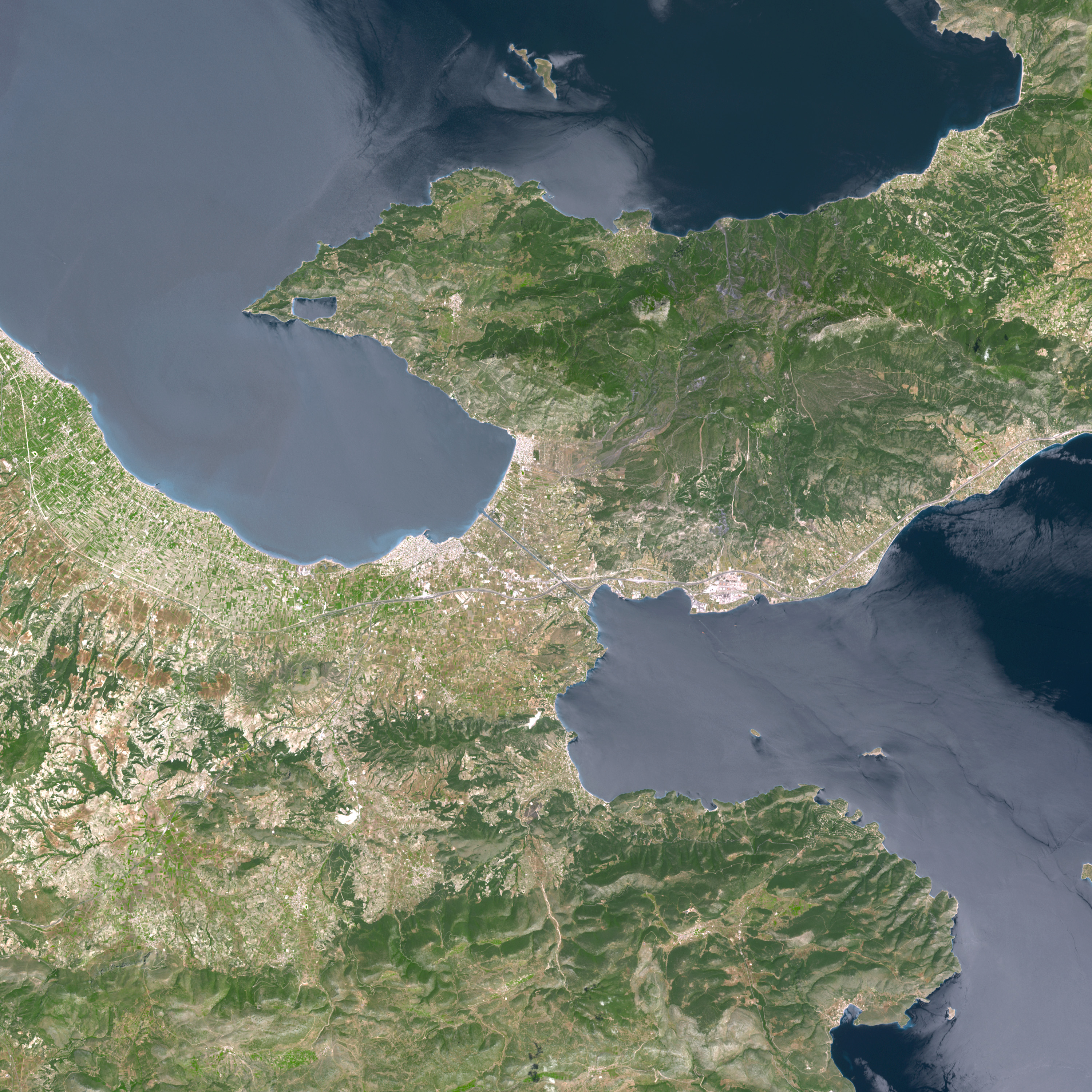
Isthmus von Korinth (Satellitenaufnahme)

Τάδ’ ἐστὶ Πελοπόννησος, οὐκ Ἰωνία.
Tad’ esti Peloponnēsos, ouk Iōnia.
„Das hier ist die Peloponnes, nicht Ionien.“
Inschrift auf einer Säule am Isthmus von Korinth, Richtung Südwesten.
Τάδ’ οὐχὶ Πελοπόννησος, ἀλλ’ Ἰωνία.
Tad’ ouchi Peloponnēsos, all’ Iōnia.
„Das hier ist nicht die Peloponnes, sondern Ionien.“
Inschrift auf einer Säule am Isthmus, Richtung Nordosten.
Die Säulen auf dem Isthmos ließ laut der Legende Theseus errichten, nachdem er das megarische Gebiet für Attika hinzuerworben hatte und ließ auf ihr zur Grenzmarkierung diese Inschriften einmeißeln.

## Ταντάλειοι τιμωρίαι
Ταντάλειοι τιμωρίαι
Tantaleioi timōriai
„Tantalusqualen“
Lateinisch Tantali poenae

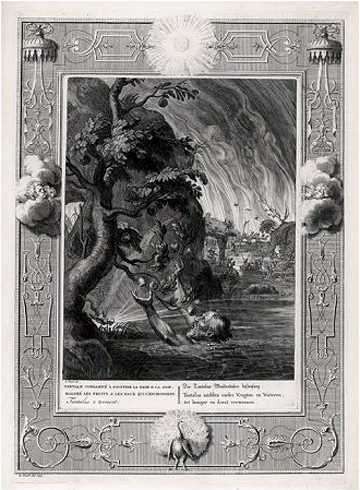
Tantalusqualen

Tantalos frevelte gegen die Götter und zog damit einen Fluch auf sein Haus. Als die Götter zu einem Gastmahl bei Tantalos kamen, versuchte er, ihre Allwissenheit auf die Probe zu stellen: Er tötete seinen jüngsten Sohn Pelops und ließ ihn den Göttern als Mahl zurichten, jedoch so, dass sie sein Tun nicht erkennen sollten. Die Götter verstießen Tantalos in den Tartaros und peinigten ihn dort mit ewigen Qualen.
Der Humanist Erasmus von Rotterdam schreibt in seiner Sprichwörtersammlung Adagia:

„Von Tantalusqualen spricht man, wenn einem Menschen alle Güter zur Verfügung stehen, ihr Genuß ihm jedoch verwehrt ist. Das geht zurück auf die Sage von Tantalus, dessen Schicksal in der Unterwelt die Dichter folgendermaßen darstellen: Er steht in einem Fluß und leidet Durst; denn wenn er sich bückt, um zu trinken, weicht das Wasser sogleich vor seinen Lippen zurück; über seinem Haupt ragt ein Baum, beladen mit Früchten, doch sobald er seine Hand danach ausstreckt, entzieht er sich ihm. So leidet der Ärmste mitten im Überfluß qualvolle Not.“

Der römische Dichter Horaz schreibt in seinen Satiren:
Tantalus hascht voller Durst nach der Flut,

die ihm vor den Lippen Immer entschwindet.

Du lachst? Vertausch' nur die Namen: die Sage

Gilt ja von dir. Du schläfst, stets lauernd voll Gier, auf den Säcken,

Die du ringsum dir verschaut, und fühlst den Zwang, sie zu schonen,

Grade als ob sie geweiht oder Bilder wären zum Anschaun.

## Ταράττει τοὺς ἀνθρώπους οὐ τὰ πράγματα, ἀλλὰ τὰ περὶ τῶν πραγμάτων δόγματα.

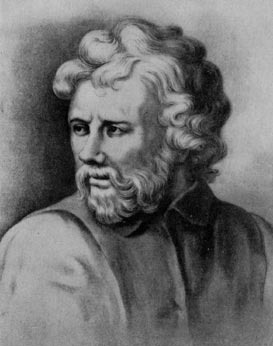
Phantasieportrait des Philosophen Epiktet

Ταράττει τοὺς ἀνθρώπους οὐ τὰ πράγματα, ἀλλὰ τὰ περὶ τῶν πραγμάτων δόγματα.
Tarattei tous anthrōpous ou ta pragmata, alla ta peri tōn pragmatōn dogmata.
„Nicht die Tatsachen beunruhigen die Menschen, sondern ihre Meinungen über die Tatsachen.“
Feststellung aus dem Handbüchlein der Moral des stoischen Philosophen Epiktet, eines Sklaven des Epaphroditos in Rom, der von diesem nach dem Tod des Kaisers Nero freigelassen wurde.
Dieser Satz kann als Quintessenz seiner Lehre betrachtet werden, und auf diesen Leitsatz bezog sich auch Albert Ellis bei der Entwicklung seiner Rational-Emotiven Therapie, die davon ausgeht, dass entscheidende Ursachen psychischer Störungen in irrationalen Denkmustern zu suchen sind.
Auch die Maxime vieler Sucht-Selbsthilfegruppen wie zum Beispiel der Anonymen Alkoholiker lässt sich auf Epiktet zurückführen:
„Nimm hin, was du nicht ändern kannst, habe den Mut zu ändern, was du ändern kannst, und entwickle die Fähigkeit, das eine vom anderen zu unterscheiden.“
Auf die Politik bezogen lässt sich feststellen:
„In der Politik entscheiden nicht die Tatsachen, sondern die Meinung über Tatsachen.“
Dies ist ein Thema, mit dem sich auch Hannah Arendt in ihrem Essay Wahrheit und Politik beschäftigte.
Laurence Sterne stellte das Zitat seinem Werk Tristram Shandy als Motto voran, allerdings in der äolisch-dorischen Schreibweise «Ταράσσει τοὺς ἀνθρώπους …» („Tarattei tous anthrōpous …“).

## Τεθνάμεναι γὰρ καλὸν ἐνὶ προμάχοισι πεσόντα.
Τεθνάμεναι γὰρ καλὸν ἐνὶ προμάχοισι πεσόντα
ἄνδρ’ ἀγαθὸν περὶ ᾗ πατρίδι μαρνάμενον·
Tethnamenai gar kalon eni promachoisi pesonta
andr’ agathon peri hēi patridi marnamenon;
„Denn das Sterben ist schön, wenn einer in vorderster Reihe fällt, während er als tapferer Krieger für sein Vaterland kämpft;“
Dieses Tyrtaios-Zitat wurde in der lateinischen Form des Dichters Horaz bekannt. Tyrtaios gilt als Archetyp eines Kriegsdichters. Thema seiner Gedichte war vor allem der Kampf der Spartaner gegen die von ihnen unterworfenen Messenier im Zweiten Messenischen Krieg. Tyrtaios forderte dabei die spartanischen Soldaten zum Durchhalten und zur Unterordnung auf.
Dieses berühmte Horaz-Zitat stammt aus dessen Liedern und lautet:

“Dulce et decorum est pro patria mori.”

„Süß und ehrenvoll ist es, für das Vaterland zu sterben.“

Bertolt Brecht kritisierte im Kriegsjahr 1917 als Unterprimaner in einem Aufsatz diesen Spruch mit folgenden Worten:

„Der Ausspruch, dass es süß und ehrenvoll sei, fürs Vaterland zu sterben, kann nur als Zweckpropaganda gewertet werden. Der Abschied vom Leben fällt immer schwer, im Bette wie im Schlachtfeld, am meisten gewiss jungen Menschen in der Blüte ihrer Jahre.“

Brecht wurde dafür mit einem Schulverweis bestraft. Nur die angesehene Stellung seines Vaters und die Intervention eines Religionslehrers bewahrten ihn davor, von der Schule verwiesen zu werden. Man beschloss, dass ein verwirrtes Schülerhirn diese Worte geschrieben habe, und ließ ihn sein Notabitur machen.

## Τετέλεσται.
Τετέλεσται.
Tetelestai.
„Es ist vollbracht.“
Lateinisch „Consummatum est.“

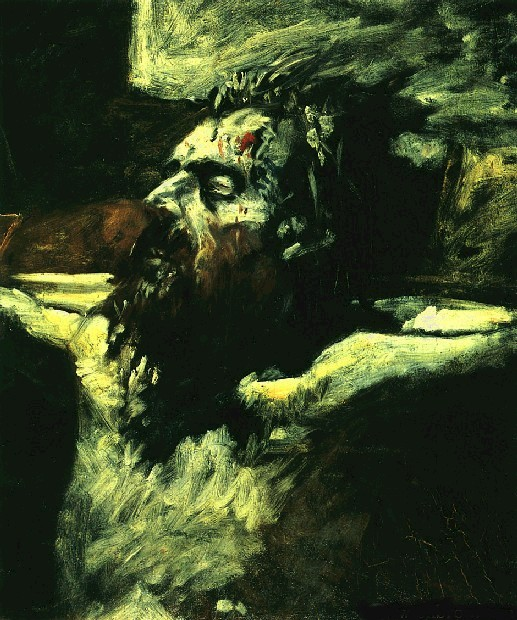
Nikolai Ge: Der sterbende Jesus

Nach dem Evangelium nach Johannes die letzten Worte des gekreuzigten Jesu. Diese Worte zählen auch zu den Sieben Letzten Worten, denen im Christentum besondere Bedeutung beigemessen wird.
Jesus sagte zu den Soldaten: „Ich habe Durst!“ Ein Soldat tauchte einen Schwamm in einen Krug mit Essigwasser, steckte ihn auf einen Stab und hielt ihm den Schwamm an den Mund. Als Jesus davon getrunken hatte, rief er: „Es ist vollbracht!“, senkte den Kopf und starb.
Nach allgemeiner theologischer Auffassung meint Jesus hier nicht nur, dass sein Leben nun zu Ende geht, sondern dass sein Werk als Erlöser nun vollendet ist.

## Τέτλαθι δή, κραδίη· καὶ κύντερον ἄλλο ποτ’ ἔτλης.

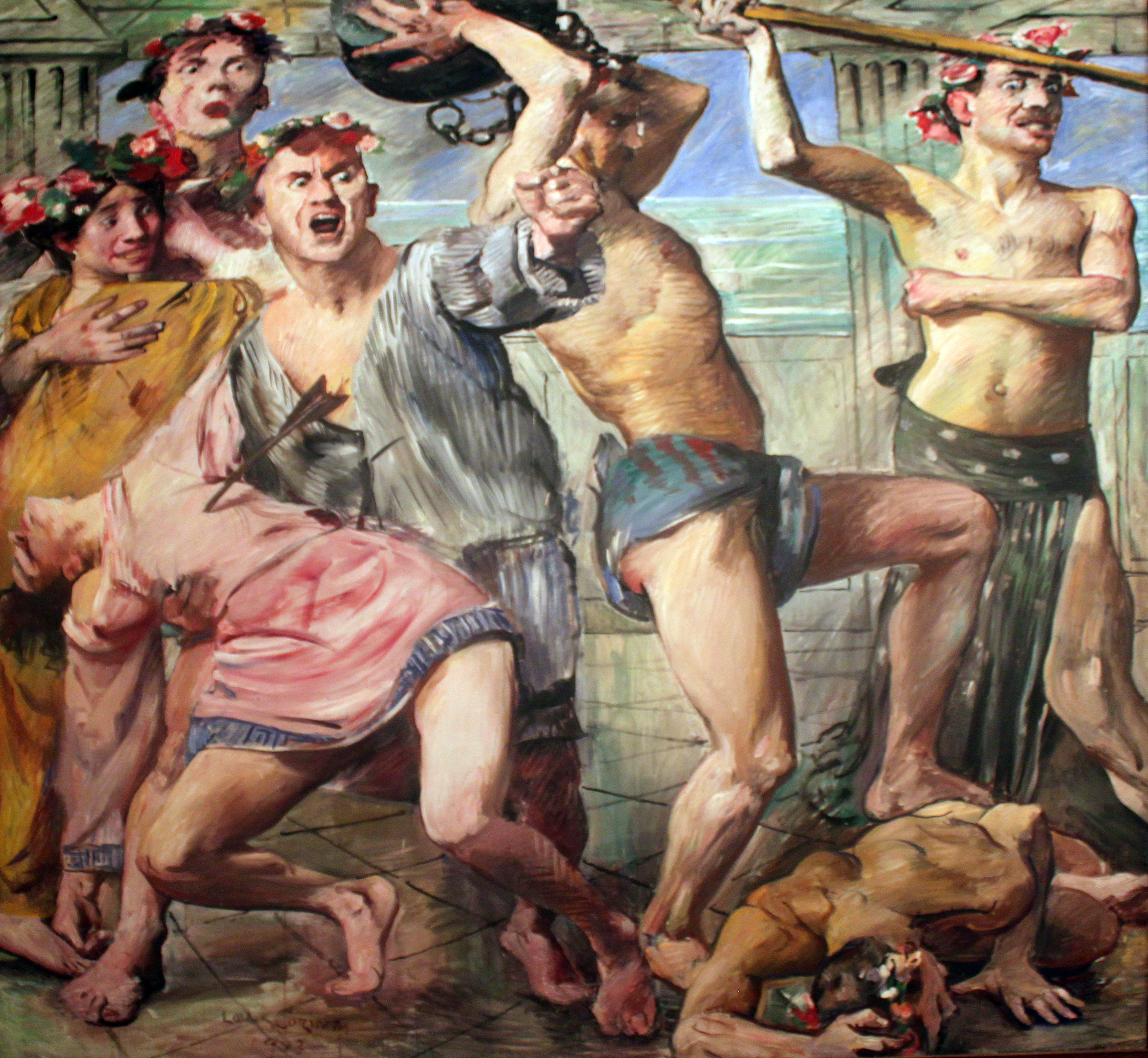
Lovis Corinth: Die Freier im Kampf gegen Odysseus, 1913

Τέτλαθι δή, κραδίη· καὶ κύντερον ἄλλο ποτ’ ἔτλης.
Tetlathi dē, kradiē; kai kynteron allo pot’ etlēs.
„Dulde, mein Herz! Du hast noch härtere Kränkung erduldet.“
Selbst aufmunternde Äußerung des Odysseus, der bei seiner Heimkehr als unerkannter Fremder die Unarten der Mägde und die Frechheit der Freier in seinem eigenen Haus zur Kenntnis nehmen muss. Beim Mahl wird gar ein Kuhfuß nach Odysseus geworfen. Der beherrscht sich aber und denkt an die Situation zurück, als der Kyklop Polyphem seine Gefährten fraß:
Aber er schlug an die Brust, und sprach die zürnenden Worte:

Dulde, mein Herz! Du hast noch härtere Kränkung erduldet,

Damals, als der Kyklop, das Ungeheuer! die lieben

Tapfern Freunde dir fraß. Du duldetest, bis dich ein Anschlag

Aus der Höhle befreite, wo dir dein Tod schon bestimmt war.

(Übersetzung von Johann Heinrich Voß)
Gustav Schwab erzählt die Ereignisse in seinen Sagen des klassischen Altertums so nach:

„Endlich sprach eine junge, schöne Dienerin, Melantho, welche von Penelope wie ein Kind aufgezogen worden, die aber jetzt mit dem Freier Eurymachos in schändlichem Einverständnisse lebte, die frechen Schmähworte: ‚Du elender Bettler, du bist ein rechter Narr, daß du nicht in eine Schmiedeesse oder andere Herberge schlafen gehest und hier, wo soviel edlere Männer sind als du, uns Gesetze vorschreiben willst. Sprichst du im Rausche, oder bis du beständig ein solcher Tor? […] Nimm dich in acht, daß nicht ein Besserer sich erhebt, dir rechts und links mit derber Hand das Haupt zerschlägt und dich vom Blute triefend aus dem Palaste verstößt!‘“

Dann wendet sich der Freier Eurymachos an Odysseus und sagt:

„Hör, Bursche, hättest du nicht Lust, dich mir zum Knechte zu verdingen, mir auf meinen Gütern die Dornen einzusammeln und Bäume zu pflanzen? An Kost und Nahrung sollte dir's nicht gebrechen. Aber ich merke wohl, du bettelst lieber und füllst dir deinen Bauch mit Almosen, was keinen Schweiß kostet.“

## Τέτταρα δὲ τοῖς στοιχείοις ἰσάριθμα, λευκὸν μέλαν ἐρυθρὸν ὠχρόν.

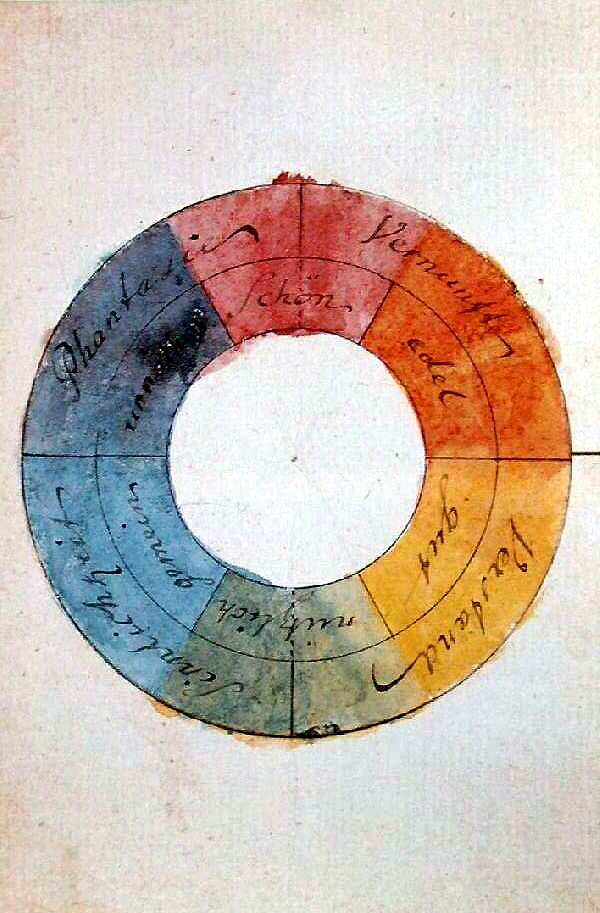
Goethes Farbenkreis

Τέτταρα δὲ τοῖς στοιχείοις ἰσάριθμα, λευκὸν μέλαν ἐρυθρὸν ὠχρόν.
Tettara de tois stoicheiois isarithma, leukon melan erythron ōchron.
„Es gebe vier Farben, genau so viele wie Elemente: Weiß, Schwarz, Rot und Gelb-Grün.“
Der Philosoph Empedokles schuf schon lange vor Goethe eine Farbenlehre. Er erklärte, die Farben seien das in die Poren des Auges Hineinpassende, und behauptete, dass die Farben erst im Auge zusammengesetzt werden. Ihre Verschiedenheit rühre von der unterschiedlichen Mischung der vier Elemente her.
Die vier Grundfarben (Weiß, Schwarz, Rot und Ockergelb) ordnete Empedokles den vier Elementen zu, die jeweils vier Eigenschaften besitzen:
| Farbe | griechisch (Transkr.) | deutsch | Element | Eigenschaft      |
| ----- | --------------------- | ------- | ------- | ---------------- |
|       | λευκός (leukos)       | weiß    | Feuer   | heiß und trocken |
|       | μέλας (melas)         | schwarz | Wasser  | kalt und feucht  |
|       | ἐρυθρός (erythros)    | rot     | Luft    | feucht und heiß  |
|       | ὠχρός (ōchros)        | ocker   | Erde    | trocken und kalt |

Das Altgriechische unterschied nicht zwischen der Farbe von Honig und von Gras. Vermutlich war das Gras im eher trockenen und heißen Mittelmeerklima Griechenlands nicht lange genug grün, sondern zumeist gelb, wie eben der Honig, zudem gibt es grünliche Honigsorten. Eine eigenständige Begriffsprägung findet sich nicht; ὠχρός ōchros wird üblicherweise mit „blass, (blass-)gelb“ übersetzt, „ocker“ ist ein Lehnwort.
Die chinesische Fünf-Elemente-Lehre nimmt eine andere Einteilung vor:
| Farbe | chinesisch (Transkr.) | Element | Eigenschaft |
| ----- | --------------------- | ------- | ----------- |
|       | 木 mù                 | Holz    | windig      |
|       | 火 huǒ                | Feuer   | heiß        |
|       | 土 tǔ                 | Erde    | feucht      |
|       | 金 jīn                | Metall  | trocken     |
|       | 水 shuǐ               | Wasser  | kalt        |

Siehe zu den vier Elementen auch «Ζῇ πῦρ τὸν γῆς θάνατον καὶ αὴρ ζῇ τὸν πυρὸς θάνατον, ὕδωρ ζῇ τὸν ἀέρος θάνατον, γῆ τὸν ὕδατος.» („Es lebt das Feuer der Erde Tod und die Luft lebt Feuers Tod, das Wasser lebt der Luft Tod, die Erde den des Wassers.“)

## Τήμερον οὐδεμίαν γραμμὴν ἤγαγον.

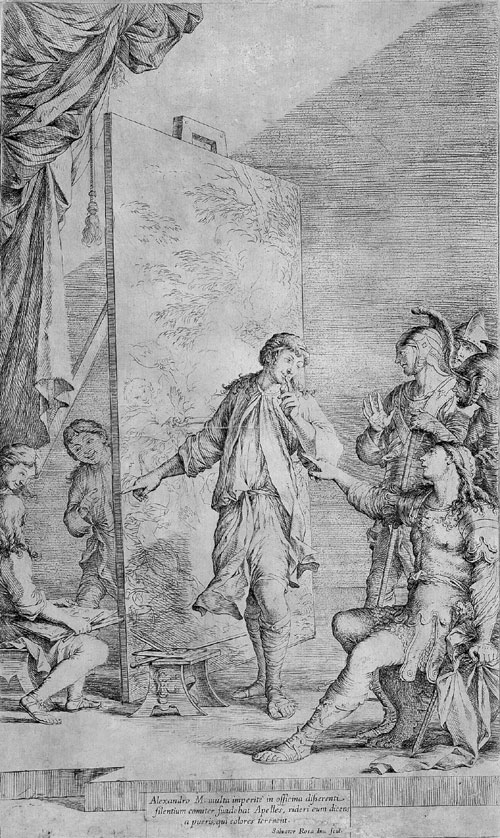
Salvator Rosa: Alexander im Atelier des Apelles (Radierung, um 1662)

Τήμερον οὐδεμίαν γραμμὴν ἤγαγον.
Tēmeron oudemian grammēn ēgagon.
„Heute habe ich keine Linie gezogen.“
Lateinisch: Nulla dies sine linea. („Kein Tag ohne Linie.“)
Der berühmte Maler Apelles hatte es sich zur Gewohnheit gemacht, keinen Tag verstreichen zu lassen, ohne dass er sich wenigstens durch das Ziehen einer Linie in seiner Kunst übte. Apelles galt als die „Krönung der antiken Malerei“ und ist der erste Künstler, von dem bekannt ist, dass er ein Selbstporträt anfertigte. Keines seiner Gemälde ist erhalten, sie sind nur in Beschreibungen überliefert.
Auf Apelles geht das deutsche Sprichwort „Schuster, bleib bei deinem Leisten“ zurück: Er versteckte sich gerne hinter seinen Bildern, um auf Urteile der Betrachter zu lauschen. Einst habe ein Schuster bemängelt, die gemalten Schuhe hätten eine Öse zu wenig. Apelles habe das Bild korrigiert. Doch nun habe der Schuster auch etwas an den Schenkeln auszusetzen gehabt. Daraufhin habe Apelles ihm entgegnet, dass ein Schuster nicht beurteilen könne, was über dem Schuh ist. Die Anekdote wurde bei Plinius dem Älteren lateinisch überliefert: „… ne supra crepidam sutor iudicaret …“, daher die lateinische Redewendung „Ne supra crepidam sutor“.

## τὴν αὑτοῦ σκιὰν φοβεῖσθαι
τὴν αὑτοῦ σκιὰν φοβεῖσθαι
tēn autou skian phobeisthai
„seinen eigenen Schatten fürchten“
Lateinisch umbram suam metuere
Der Humanist Erasmus von Rotterdam schreibt in seiner Sprichwörtersammlung Adagia:

„Sich vor seinem eigenen Schatten fürchten heißt: in kindische Angst geraten, wo es gar nichts zu fürchten gibt. Der Ausdruck geht entweder darauf zurück, daß manche Menschen erschreckt zusammenfahren, wenn sie zufällig den Schatten ihrer eigenen Gestalt sehen, oder darauf, daß Leute, die an einer bestimmten Art von Melancholie leiden, wegen der Schwäche ihrer Augen unmittelbar vor sich so etwas wie ihre eigene Gestalt wahrnehmen und meinen, sie sähen ihren eigenen Geist; das steht bei Aristoteles.“

## τὴν κατὰ σαυτὸν ἔλα
τὴν κατὰ σαυτὸν ἔλα
tēn kata sauton ela
„Die zu dir passt, nimm!“
Kallimachos erzählt in dieser epigrammatischen Elegie eine Anekdote aus alter Zeit, wie man sie etwa bei Gastmählern vortrug. Pittakos von Mytilene, einer der legendären Sieben Weisen, wurde von einem Heiratswilligen um Rat gefragt, welches von zwei ihm vorgeschlagenen Mädchen er heiraten solle, das ihm an Rang und Vermögen gleiche oder das ihn darin übertreffende. Pittakos gab zur Antwort, er solle zu den Knaben hingehen, die mit Stöcken in einem Spiel ihre Kreisel trieben, und ihnen zuhören. Als er das tat, hörte er: „Die zu dir passt, nimm!“ (Das Wortspiel lässt sich nicht ohne Verlust ins Deutsche bringen, weil βέμβιξ bembix, das griechische Wort für „Kreisel“, auf das sich der Satz bezieht, ein Femininum ist.) So solle auch er es machen.

## Τῆς δ’ ἀρετῆς ἱδρῶτα θεοὶ προπάροιθεν ἔθηκαν ἀθάνατοι·

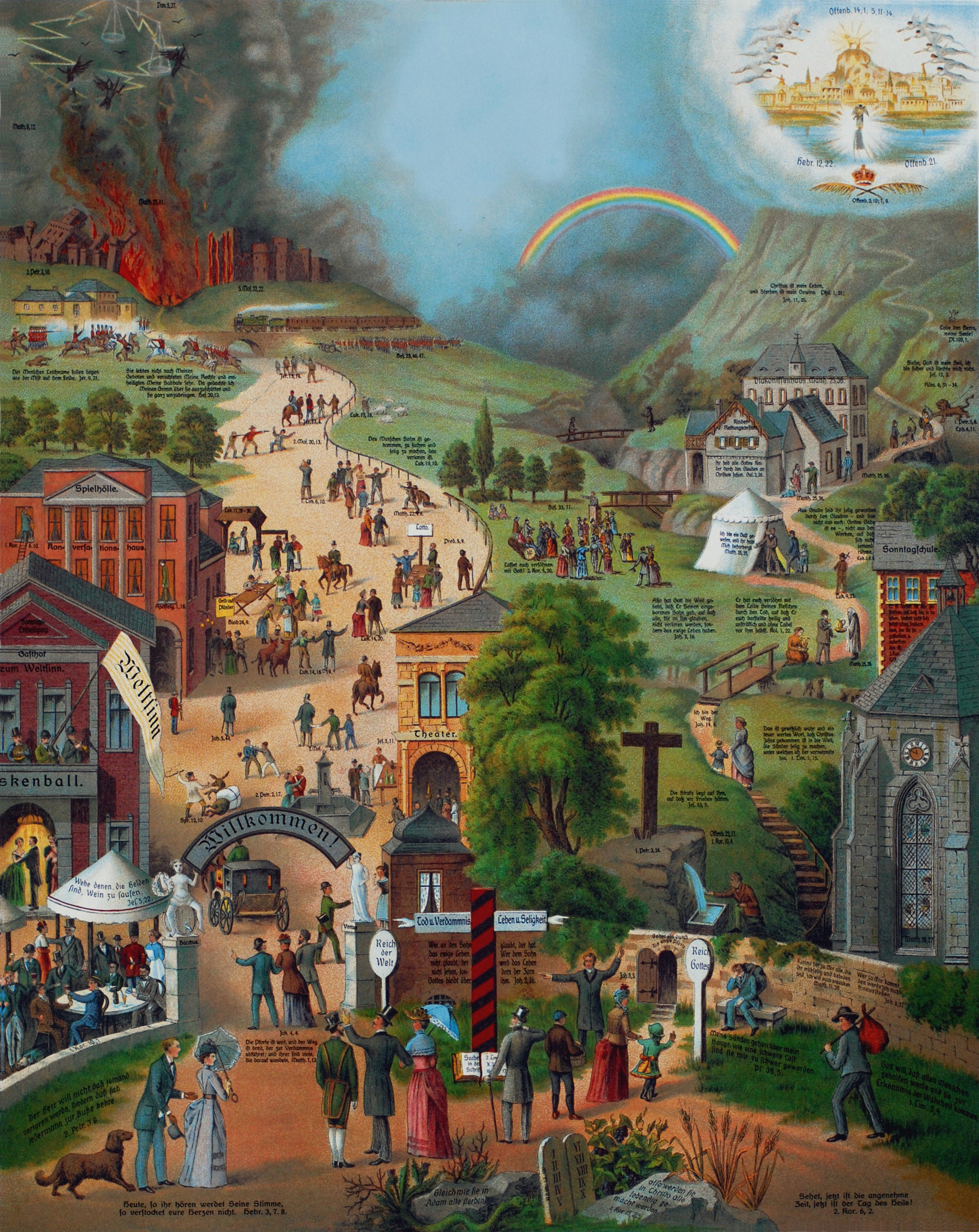
Der breite und der schmale Weg

Τῆς δ’ ἀρετῆς ἱδρῶτα θεοὶ προπάροιθεν ἔθηκαν ἀθάνατοι·
Tēs d’ aretēs idrōta theoi proparoithen ethēkan athanatoi;
„Vor die Tugend haben die unsterblichen Götter den Schweiß gesetzt.“
Zitat aus den Schriften des Dichters Hesiod, wo es weiter heißt:

„[…] und lang und steil ist der Weg zu ihr, und rau zu Anfang.“

Der Satz steht im Zusammenhang mit der so genannten Prodikos-Fabel von Herakles am Scheideweg: Der jugendliche Held Herakles trifft an einer Weggabelung auf zwei Frauen. Die eine von ihnen in kostbaren Gewändern, üppig geputzt, die andere hingegen in schlichter Kleidung und mit bescheiden gesenktem Blick. Zuerst spricht ihn die prächtig gekleidete Frau (die Lust) an:

„Wenn du meinem Weg folgst, Herakles, so wirst du ein Leben voller Genuss und Reichtum haben. Weder Not noch Leid werden dir hier begegnen, sondern nur die Glückseligkeit!“

Dann die andere (die Tugend):

„Die Liebe der Götter und seiner Mitmenschen lassen sich nicht ohne Mühsal erreichen. Auf dem Weg der Tugend [griechisch: Arete] wird dir viel Leid widerfahren, doch dein Lohn werden Achtung, Verehrung und Liebe der Menschen sein. Nur du kannst entscheiden, welcher Weg der deinige sein soll.“

Der breite und der schmale Weg waren auch ein oft dargestelltes Bildmotiv des Pietismus.

## Τί δύσκολον; Τὸ ἑαυτὸν γνῶναι.
Τί δύσκολον; Τὸ ἑαυτὸν γνῶναι.
Ti dyskolon; To heautōn gnōnai.
„Was ist schwierig? Sich selbst zu kennen.“
Eine der Grundfragen des Naturphilosophen, Staatsmanns, Mathematikers, Astronomen und Ingenieurs Thales von Milet, die an das berühmte delphische Γνῶθι σεαυτόν anklingt.
| Frage                                                     | Antwort |
| --------------------------------------------------------- | --- |
| Τί δύσκολον; Ti dyskolon? „Was ist schwierig?“            | Τὸ ἑαυτὸν γνῶναι. To heautōn gnōnai. „Sich selbst zu kennen.“                                                                                                   |
| Τί εὔκολον; Ti eukolon? „Was ist leicht?“                 | Τὸ ἄλλῳ ὑποτίθεσθαι. To allō hypotithesthai. „Anderen Ratschläge zu erteilen.“                                                                                  |
| Τί ἰσχυρότατον; Ti ischyrotaton? „Was ist das Stärkste?“  | ἀνάγκη· μόνον γὰρ ἀνίκητον. Anangkē; monon gar anikēton. „Die Notwendigkeit, denn sie beherrscht alles.“                                                        |
| Τί κάλλιστον; Ti kalliston? „Was ist das Schönste?“       | κόσμος· πᾶν γὰρ τὸ κατὰ τάξιν τούτου μέρος ἐστί. Kosmos; pan gar to kata taxin toutou meros esti. „Die Welt; denn sie ist die Schöpfung Gottes.“                |
| Τί κοινότατον; Ti koinotaton? „Was ist das Allgemeinste?“ | Ἐλπίς. Καὶ γὰρ οἳς ἄλλο μηδέν, αὔτη παρέστη. Elpis. Kai gar hois allo mēden, autē parestē. „Die Hoffnung. Wenn alles andere weg ist, bleibt sie allein.“        |
| Τί μέγιστον; Ti megiston? „Was ist das Größte?“           | Τόπος· τἄλλα μὲν γὰρ ὁ κόσμος, τὸν δὲ κόσμον οὗτος περιέχει. Topos; talle men gar ho kosmos, ton de kosmon houtos periechei. „Der Raum, denn er umfasst alles.“ |
| Τί πρεσβύτατον; Ti presbytaton? „Was ist das Älteste?“    | θεός· ἀγέν νητον γάρ ἐστι. Theos; agen nēton gar esti. „Gott; er ist nämlich das Nichtgeborene.“                                                                |
| Τί σοφώτατον; Ti sophotaton? „Was ist das Weiseste?“      | χρόνος· τὰ μὲν γὰρ εὕρηκεν οὗτος ἤδη, τὰ δ’ εὑρήσει. Chronos; ta men gar heurēken autos hēdē, ta d’ heurēsei. „Die Zeit, denn sie findet alles heraus.“         |
| Τί τάχιστον; Ti tachiston? „Was ist das Schnellste?“      | Νούς. Διὰ παντὸς γὰρ τρέχει. Nous. Dia pantos gar trechei. „Der Geist. Er durcheilt alles.“                                                                     |

Der Philosoph Wilhelm Weischedel fragt, warum die meisten Forscher Thales als einen Begründer der Philosophie betrachten, und gibt auch gleich selbst die Antwort:

„Es geht ihm nicht um die Dinge, sondern um das Wesen der Dinge. Er will dahinter kommen, was es in Wahrheit mit dem auf sich hat, was sich in so vielfältigen Gestalten in der Welt findet: mit den Bergen, den Tieren und den Pflanzen, mit dem Wind und den Sternen, mit dem Menschen, seinem Tun und seinem Denken. Was ist das Wesen von alledem, fragt Thales. Und weiter: woher kommt, woraus entspringt das alles? Was ist der Ursprung von allem? Was ist das Eine, alles Umfassende, das Prinzip, das macht, dass das alles wird und ist und besteht? Das sind, wenn auch von ihm selber nicht so ausgesprochen, die Grundfragen des Thales, und indem er sie als Erster stellt, wird er zum Anfänger der Philosophie.“

## Τί ἐστιν ὃ μίαν ἔχον φωνὴν τετράπουν καὶ δίπουν καὶ τρίπουν γίνεται;

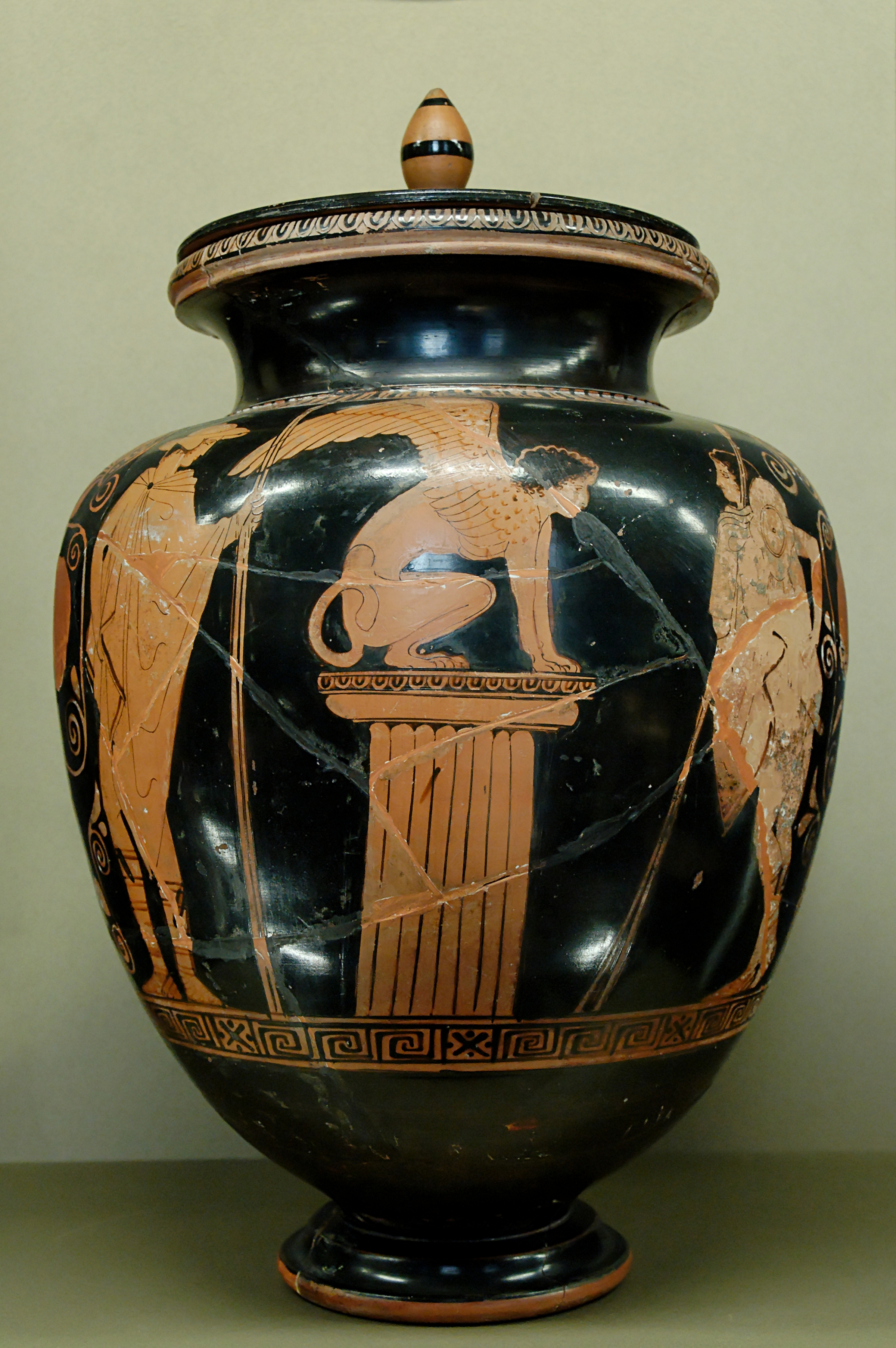
Ödipus und die Sphinx

Τί ἐστιν ὃ μίαν ἔχον φωνὴν τετράπουν καὶ δίπουν καὶ τρίπουν γίνεται;
Ti estin ho mian echon phōnēn tetrapoun kai dipoun kai tripoun ginetai;
„Was ist es, das eine Stimme hat und vierbeinig, zweibeinig und dreibeinig wird?“
Rätselfrage der Sphinx an Ödipus. Das Rätsel der Sphinx lautete vollständig:

„Es ist am Morgen vierfüßig, am Mittag zweifüßig, am Abend dreifüßig. Von allen Geschöpfen wechselt es allein in der Zahl seiner Füße; aber eben, wenn es die meisten Füße bewegt, sind Kraft und Schnelligkeit bei ihm am geringsten.“

Ödipus antwortete:

„Dein Rätsel ist der Mensch, […] der am Morgen seines Lebens, solang er ein schwaches und kraftloses Kind ist, auf seinen zween Füßen und seinen zwo Händen geht; ist er erstarkt, so geht er am Mittage seines Lebens nur auf den zween Füßen; ist er endlich am Lebensabend als ein Greis angekommen und der Stütze bedürftig geworden, so nimmt er den Stab als dritten Fuß zu Hilfe.“

Darauf stürzte sich das Ungeheuer in den Tod. Für seine Befreiung Thebens von der Sphinx bekam Ödipus die Königswitwe Iokaste zur Frau – ohne zu wissen, dass es sich dabei um seine eigene Mutter handelte.
Der französische Literaturnobelpreisträger André Gide sagte zu diesem Rätsel:

„Egal, was mich die Sphinx gefragt hätte, ich hätte immer gesagt: Der Mensch!

Denn es ist doch der Mensch, um den alle Rätsel sich ranken! Und was gibt es Interessanteres als den Menschen? Er ist es, der ein Bewusstsein seiner selbst und seiner Lebensstadien hat.“

## Τί οὖν τὸ ἀγαθόν, τὸ καλόν, τὸ ὄν;
Τί οὖν τὸ ἀγαθόν, τὸ καλόν, τὸ ὄν;
Ti oun to agathon, to kalon, to on;
„Was ist nun das Gute, das Schöne, das Seiende?“
Frage in Dialogen Platons, der die höchsten Ideen, das Wahre, das Schöne und das Gute, als so unantastbar beschrieb, dass selbst Gott nicht darüber stehen könne. Dieser sei vielmehr eine Manifestation des Guten, des Wahren und des Schönen.

## Τίς πόθεν εἰς ἀνδρῶν;

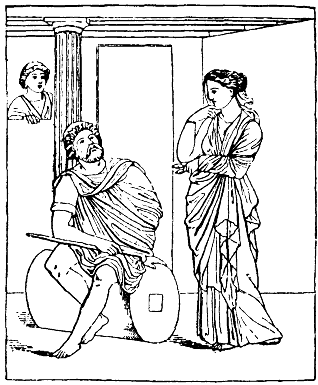
Penelope trifft auf den heimgekehrten Odysseus

Τίς πόθεν εἰς ἀνδρῶν;
Tis pothen eis andrōn;
„Wer, woher bist du unter den Menschen?“
Frage an Odysseus in der Odyssee, als er bei den Phäaken Aufnahme findet:

«Τίς πόθεν εἰς ἀνδρῶν; πόθι τοι πόλις ἠδὲ τοκῆες;»

„Tis pothen eis andrōn? Pothi toi polis ēde tokēes?“

„Wer, woher bist du unter den Menschen? Wo (sind) dir Heimatstadt und Eltern?“

So fragt auch seine Frau Penelope, als Odysseus nach zehnjähriger Irrfahrt als Bettler verkleidet nach Ithaka zurückkommt.

## Τὸ ἀδικεῖν τοῦ ἀδικεῖσθαι κάκιον.
Τὸ ἀδικεῖν τοῦ ἀδικεῖσθαι κάκιον.
To adikein tou adikeistai kakion.
„Es ist besser, Unrecht zu leiden als Unrecht zu tun.“
Platons Dialog Gorgias gliedert sich in drei Teile:
1. Sokrates redet mit dem berühmten Redner Gorgias über die Redekunst.
2. Sokrates redet mit dem Sophisten Polos über das Verhältnis von Unrecht leiden und Unrecht tun.
3. Sokrates spricht mit dem Politiker Kallikles über die Rolle der Tugend in der Staatsführung.

Polos wird als junger sophistischer Heißsporn dargestellt, der für Macht bereit ist, sogar Verbrechen zu begehen, wenn nur der Anschein eines moralischen Verhaltens gewahrt bleibt und er nicht bestraft werden kann. Polos äußert, dass er einen Menschen für beneidenswert halte, der tun könne, was er wolle:
Polos: „Wer also einen tötet nach Gutdünken und mit Recht tötet, der soll unglücklich sein und bemitleidenswert?“
Sokrates: „O nein; aber auch nicht beneidenswert.“
Sokrates dagegen sagt, dass selbst wenn das im Recht geschehe nicht beneidenswert sei, grundsätzlich aber Unrecht leiden besser sei als Unrecht zu tun:
„Wenn ich aber notwendig Unrecht tun oder leiden müßte, so würde ich das Leiden dem Tun vorziehen.“

## Τὸ αἷμα αὐτοῦ ἐφ’ ἡμᾶς καὶ ἐπὶ τὰ τέκνα ἡμῶν.
Τὸ αἷμα αὐτοῦ ἐφ’ ἡμᾶς καὶ ἐπὶ τὰ τέκνα ἡμῶν.
To haima autou eph’ hēmas kai epi ta tekna hēmōn.
„Sein Blut komme über uns und unsere Kinder.“
Stelle aus dem Evangelium nach Matthäus, die im Mittelalter (und danach) zur Schuldanklage gegen die Juden als Gottesmörder herangezogen wurde. Damit übernahm die jüdische Menge aus Sicht des Matthäus die Folgen eines Unrechtsurteils des Pontius Pilatus gegen Jesus. Dies entsprach dem jüdischen Glauben an die Sühne ungesühnter Sünden durch die Folgegeneration. Demgemäß verstanden die Urchristen die Zerstörung Jerusalems im Jüdischen Krieg als Strafe Gottes für die Ablehnung seines Sohnes.
Das in der Volksfrömmigkeit verankerte Motiv trug wesentlich dazu bei, dass Judenfeindlichkeit 1.800 Jahre lang ein „kulturelles Grundmuster“ der Geschichte Europas wurde.
Die Apostel-Predigten der Urchristen reden die Jerusalemer Juden als Täter an:
„Ihn, der durch Gottes Ratschluss und Vorsehung dahingegeben wurde, habt ihr durch die Hand der Heiden ans Kreuz geschlagen und getötet.“

## Τὸ γὰρ ἡδύ, ἐὰν πολύ, οὐ τι γὲ ἡδύ.
Τὸ γὰρ ἡδύ, ἐὰν πολύ, οὐ τι γὲ ἡδύ.
To gar hēdy, ean poly, ou ti ge hēdy.
„Etwas Süßes zu häufig gekostet ist nicht lange süß.“
Dieses alte griechische Sprichwort spricht von der Abstumpfung.
Siehe auch Μεταβολὴ πάντων γλυκύ. („Abwechslung in allem ist angenehm.“)

## Το δάσος σ’ αγαπάει, εσύ;

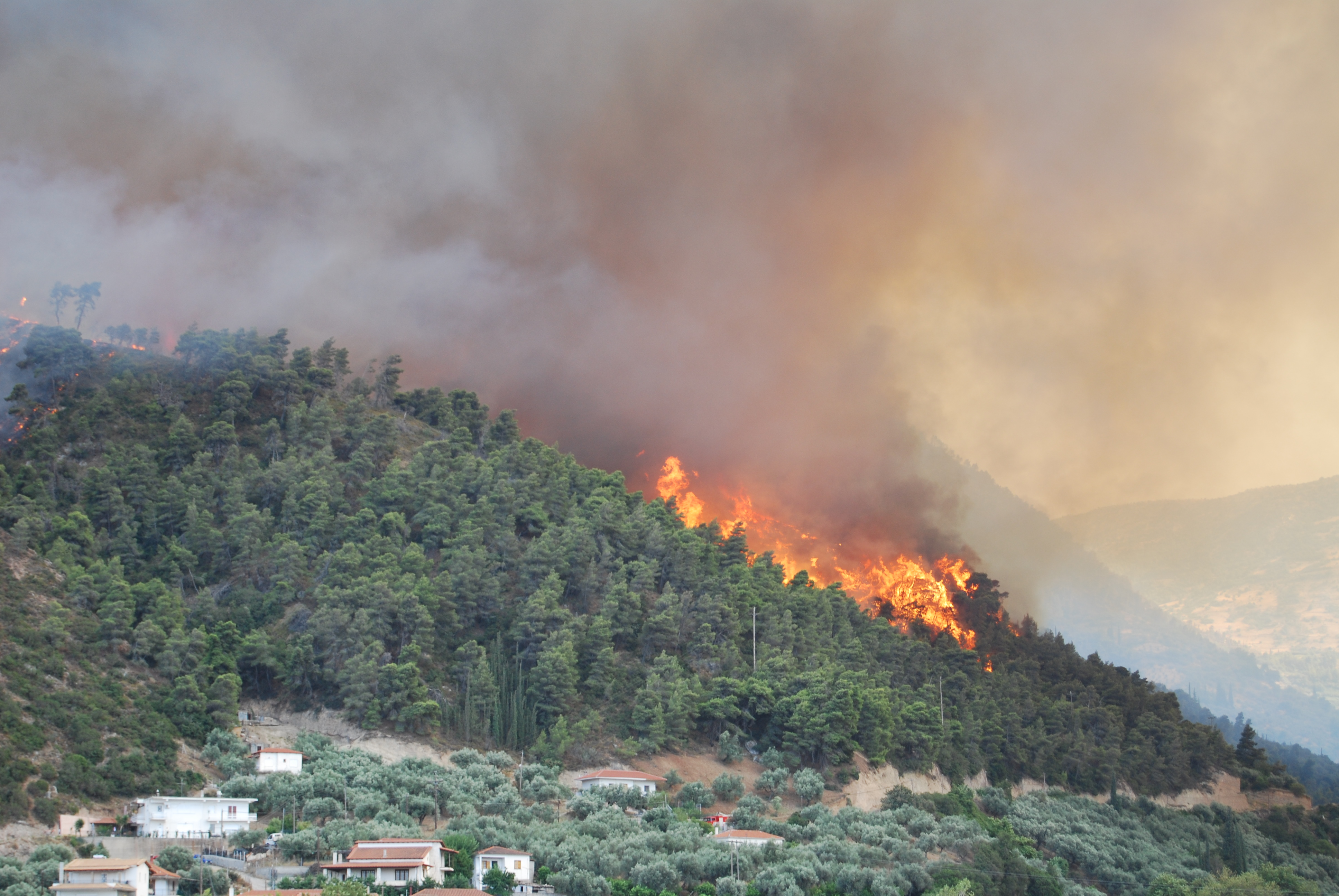
Waldbrand 2007

Το δάσος σ’ αγαπάει, εσύ;
To dasos s’ agapai, esy;
„Der Wald liebt dich, und du?“
Slogan, den die griechischen Behörden entworfen haben, um auf die Gefahr von Waldbränden hinzuweisen. In der Süddeutschen Zeitung vom 26. August 2007 heißt es:

„Wer durch griechische Erholungsgebiete fährt oder sich am Rand von Dörfern umsieht, der findet das alles: Autowracks im Wald und ausrangierte Kühlschränke auf der Wiese. Manchmal steht gleich daneben eine große Tafel, mit bereits verblichener Schrift: ‚Der Wald liebt dich, und du?‘, steht da geschrieben. Dazu ist die Zeichnung eines kleines Mannes mit Hut zu sehen, der einen Baum an der Hand nimmt.“

Der Autor Hubert Eichheim, der diesen Slogan einen Dummsatz nennt, weist in seinem Buch Griechenland darauf hin, dass die meisten Wälder einst als Nutzwälder angelegt wurden, denn das Harz der Aleppo-Kiefer war ein wichtiger Exportartikel:

„Doch durch die Erfindung des Kunstharzes brach der Markt ein – und die Wälder wurden sich selbst überlassen. Fuß- und Eselspfade wucherten zu, Kleinholz wurde nicht mehr entfernt. Das bildet den idealen Nährboden für schnelle Feuer.“

## Τὸ δὶς ἐξαμαρτεῖν οὐκ ἀνδρὸς σοφοῦ.
Τὸ δὶς ἐξαμαρτεῖν οὐκ ἀνδρὸς σοφοῦ.
To dis examartein ouk andros sophou.
„Zweimal denselben Fehler zu begehen, ist eines weisen Mannes Sache nicht.“
Dies entspricht der lateinischen Wendung „bis ad eundem lapidem offendere“ („zwei Mal an denselben Stein stoßen“).

## Τὸ δυσσεβὲς γὰρ ἔργον
Τὸ δυσσεβὲς γὰρ ἔργον
μετὰ μὲν πλείονα τίκτει, σφετέρᾳ δ' εἰκότα γέννᾳ.
To dyssebes gar ergon
meta men pleiona tiktei, sphetera d' eikota genna.
„Denn die böse Tat zeugt wuchernd,
Und erzeugt sich ein Geschlecht böser, dem Vater gleicher Taten.“
(freie Übersetzung nach J. G. Droysen und S. G. Müller)
Mit diesen Worten (Verse 757–760) lehnt der Chor in Aischylos’ Tragödie Agamemnon die gängige Auffassung (Verse 750–756) ab, dass die Götter für einen Ausgleich sorgen, indem sie jedem Menschen ein Schicksal bereiten, in welchem sich Glück und Unglück abwechseln.
Bekannt ist das Zitat vor allem durch Friedrich Schillers Paraphrase aus Die Piccolomini (V,1):
Das eben ist der Fluch der bösen Tat,

dass sie fortzeugend immer Böses muss gebären.

## Τὸ θεῖον πᾶν ἐὸν φθονερόν τε καὶ ταραχῶδες.
Τὸ θεῖον πᾶν ἐὸν φθονερόν τε καὶ ταραχῶδες.
To theion pān eon phthoneron te kai tarachōdes.
„Die Götter sind gänzlich neidisch und wankelmütig.“
Zitat aus den Historien des Herodot, das von einer anthropomorphen Göttervorstellung zeugt, die dem subjektiven Empfinden eines Geschädigten entspringt. Der Mensch wird durch göttliche Eingriffe in seine Grenzen verwiesen und sucht nach einer Erklärung für jedes Geschehen.
Die Religion der Griechen entstand aus einer Vermischung der Glaubensvorstellungen der eingewanderten Griechen und der vorgriechischen Bevölkerung in Kleinasien und Griechenland. Im Vergleich zu den großen monotheistischen Religionen ist das Fehlen einer Offenbarung auffallend. Seit Xenophanes kann von einem Anthropomorphismus – einer Vermenschlichung der Götter – gesprochen werden. Xenophanes zufolge schufen nicht die Götter die Menschen, sondern die Menschen die Götter:
„Wenn die Pferde Götter hätten, sähen sie wie Pferde aus.“
Die griechischen Götter sind also den Menschen vor allem in ihren Schwächen ähnlicher als ein monotheistischer Gott es sein kann.

## Τὸ πεπρωμένον φυγεῖν ἀδύνατον.

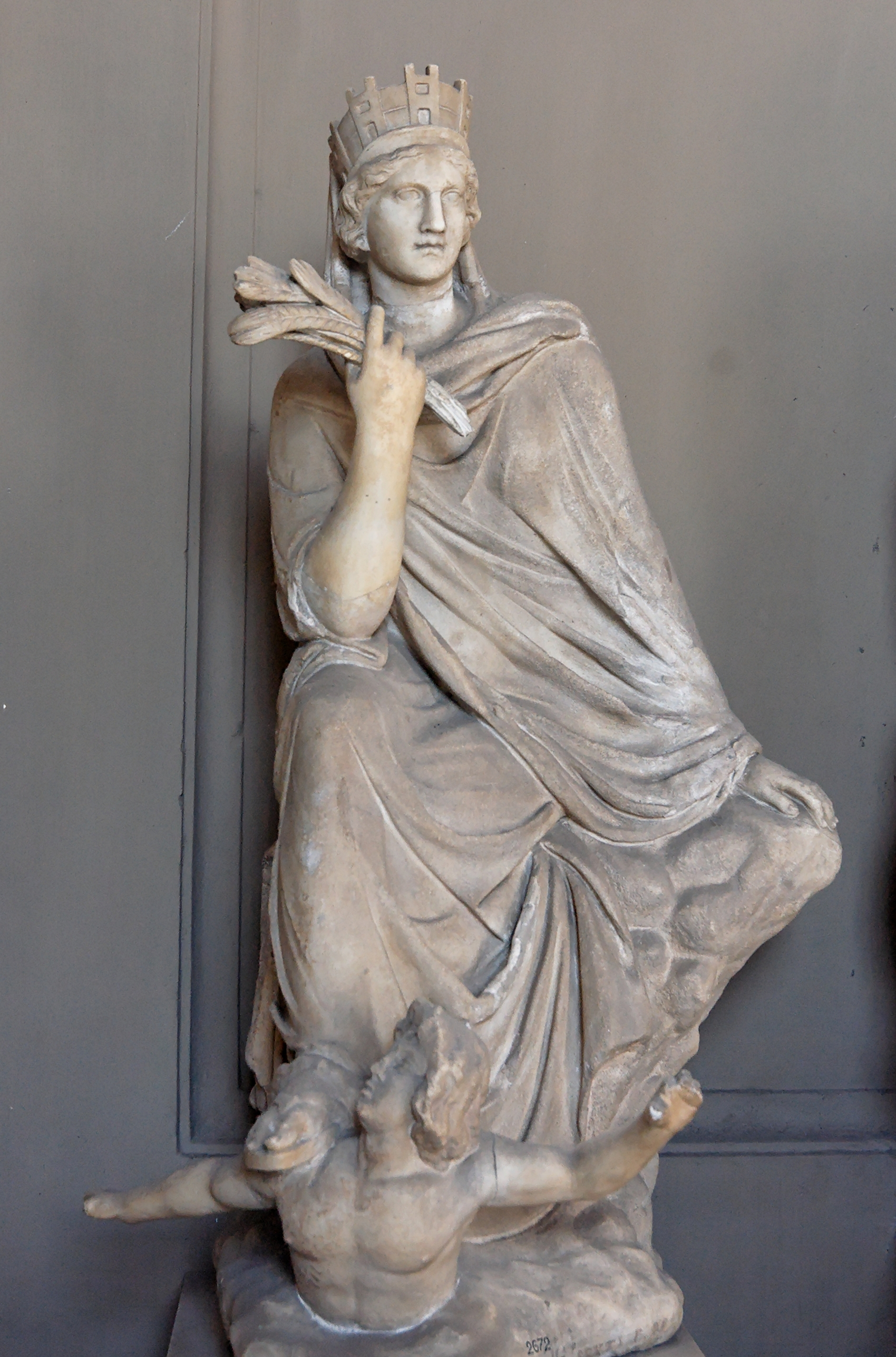
Tyche

Τὸ πεπρωμένον φυγεῖν ἀδύνατον.
To peprōmenon phygein adynaton.
„Es ist unmöglich, dem Schicksal zu entkommen.“
Für das Schicksal der Menschen war die Zeus-Tochter Tyche (Τύχη), die Göttin des Schicksals und des Zufalls, zuständig. Sie erhöht und erniedrigt und führt launenhaft den Wechsel der Geschicke herbei.
Der Glaube an ein über den Göttern stehendes Schicksal soll erst in hellenistischer Zeit aufgekommen sein, als der Glaube an die alten Götter nachließ. Nach Ansicht des Philologen und Religionswissenschaftlers Karl Kerényi ist Tyche

„eine Gottheit ohne eigene Geschichte, doch mit einer Macht, die gleich der Macht der drei Moiren und der dreigestaltigen Hekate sich stärker erweist als die Herrschaft des Zeus.“

In der Alltagsverwendung des Wortes schwindet die personale Vorstellung zunehmend, so dass tychē (τύχη) auch „Schicksal“ und „Zufall“ bedeuten kann.
Die Tragödie König Ödipus des Dramatikers Sophokles ist ein Musterbeispiel dafür, dass der Mensch seinem Schicksal nicht entkommen kann. Das Orakel von Delphi prophezeite König Laios, falls er je einen Sohn zeugen sollte, werde ihn dieser töten und seine Frau Iokaste heiraten. Laios lässt also dem Neugeborenen die Füße durchstechen und ihn von einem Hirten im Gebirge aussetzen. Der Hirte hat jedoch Mitleid und übergibt den Neugeborenen Ödipus einem befreundeten Hirten in Korinth. Über diesen gelangt das Kind zum Königspaar Polybos und Merope von Korinth, das ihn adoptiert.
Als er erwachsen ist, verkündet ihm das Orakel, er werde seinen Vater töten und seine Mutter zur Frau nehmen. Im Glauben, Polybos und Merope seien seine Eltern, bricht Ödipus in die Ferne auf, um zu verhindern, dass sich die Prophezeiung erfüllt. An einer engen Weggabelung trifft er auf einen Wagen und gerät in Streit mit dessen Fahrer, den er im Streit erschlägt – niemanden anderen als Laios. Als er das Rätsel der Sphinx löst, wird Ödipus zur Belohnung zum Nachfolger des getöteten Laios zum König von Theben ernannt und erhält dessen Witwe Iokaste zur Frau.
Bei Sophokles beschimpft Ödipus später den Seher Teiresias heftig, als dieser ihm offenbart, dass er der Mörder seines (leiblichen) Vaters ist, siehe Τυφλὸς τά τ’ ὦτα τόν τε νοῦν τά τ’ ὄμματ’ εἶ.

## Τὸ σάββατον διὰ τὸν ἄνθρωπον ἐγένετο, οὐχ ὁ ἄνθρωπος διὰ τὸ σάββατον·

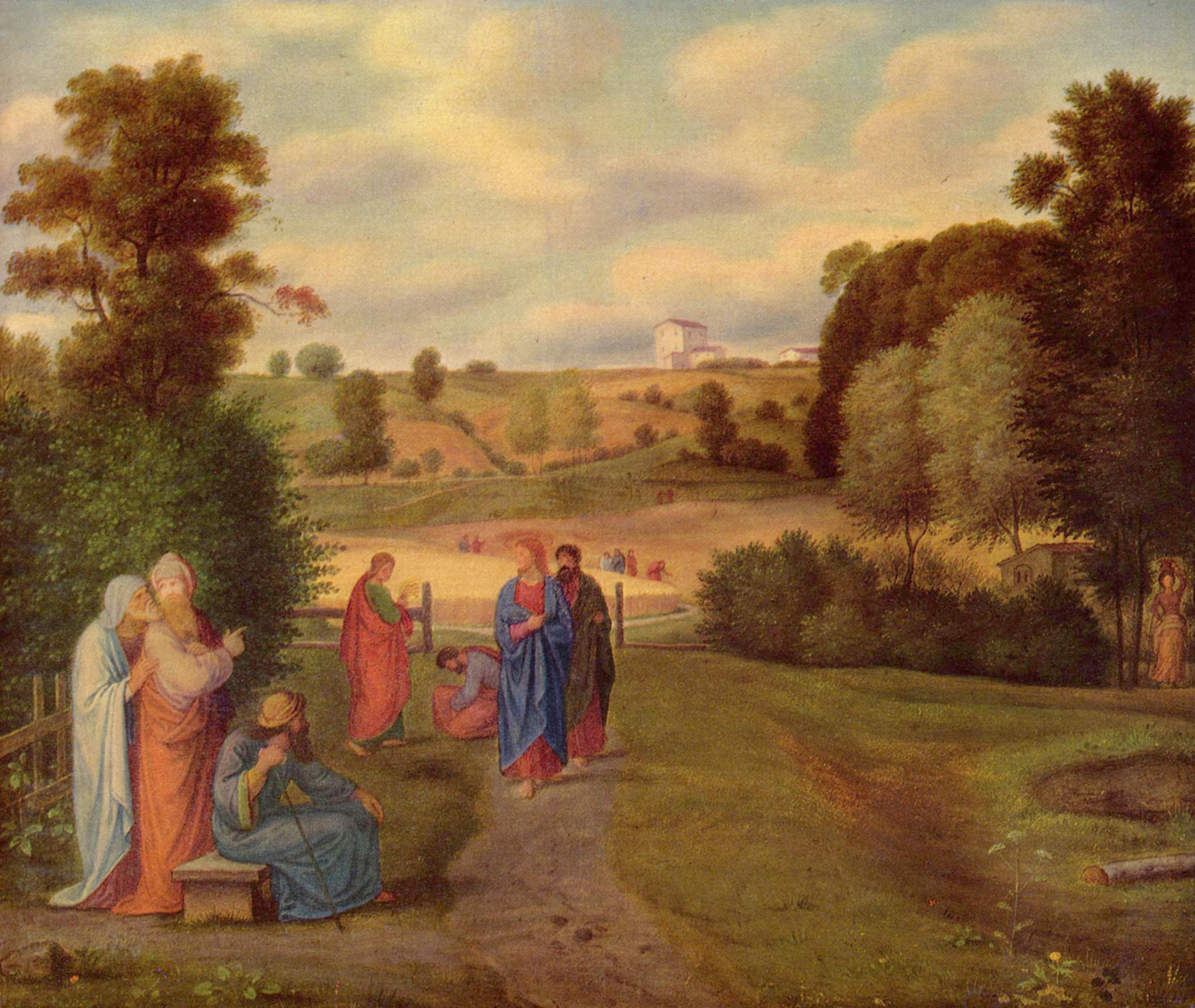
Ferdinand Olivier: Jesus und seine Jünger an den Getreidefeldern

Τὸ σάββατον διὰ τὸν ἄνθρωπον ἐγένετο, οὐχ ὁ ἄνθρωπος διὰ τὸ σάββατον·
To sabbaton dia ton anthrōpon egeneto, ouch ho anthrōpos dia to sabbaton;
„Der Sabbat ist um des Menschen willen gemacht, und nicht der Mensch um des Sabbat willen.“
Stelle aus dem Evangelium nach Markus, an der sich Jesus mit dem jüdischen Sabbat auseinandersetzt:

„23 An einem Sabbat ging er durch die Kornfelder und unterwegs rissen seine Jünger Ähren ab. 24 Da sagten die Pharisäer zu ihm: Sieh dir an, was sie tun! Das ist doch am Sabbat nicht erlaubt. 25 Er antwortete: Habt ihr nie gelesen, was David getan hat, als er und seine Begleiter hungrig waren und nichts zu essen hatten, 26 wie er zur Zeit des Hohepriesters Abjatar in das Haus Gottes ging und die Schaubrote aß, die außer den Priestern niemand essen darf, und auch seinen Begleitern davon gab? 27 Und Jesus sagte zu ihnen: Der Sabbat wurde für den Menschen gemacht, nicht der Mensch für den Sabbat. 28 Deshalb ist der Menschensohn Herr auch über den Sabbat.“

## Τὸ τρίτον τῷ σωτῆρι.
τὸ τρίτον τῷ σωτῆρι.
To triton tō sōtēri.
„Das Dritte dem Retter.“

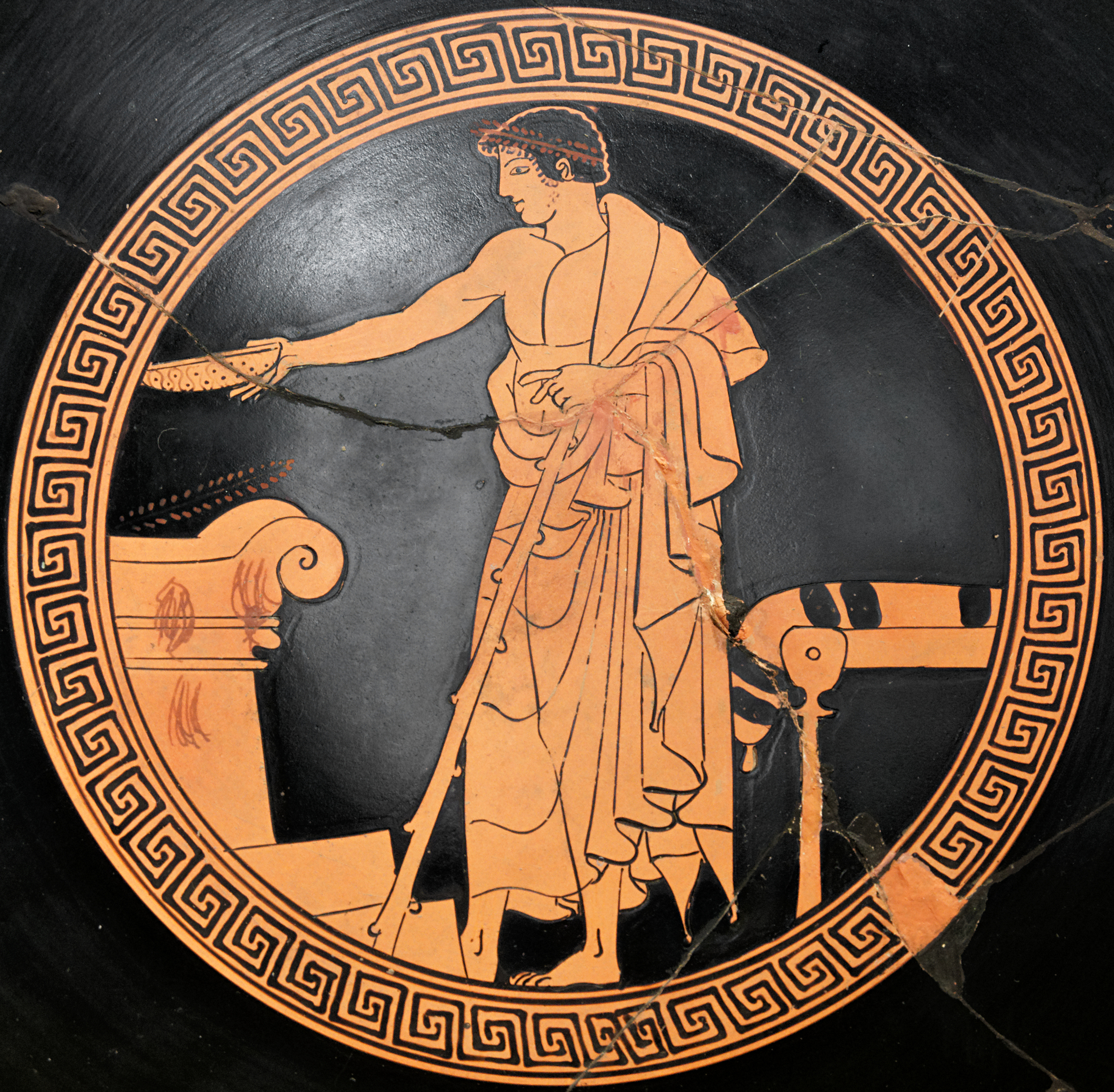
Darstellung eines Trankopfers auf einer attischen Phiale:
Τὸ τρίτον σωτῆρι. –
„Das Dritte dem Retter.“

Trankopfer aus Flüssigkeiten wie Wasser, Milch, Honig, Wein oder Öl sind die weitaus häufigste Kulthandlung. Es geschah morgens und abends, zum Gebet, beim Eid, bei Antritt einer Reise oder auch bei Symposien und Gastmählern.
Beim Trankopfer galt
- der erste Becher dem Götterboten Hermes,
- der zweite Becher den Göttinnen des Liebreizes, den Chariten, die drei Grazien,
- und der dritte Becher dem Göttervater Zeus.

Selbständige Trankopfer wurden vorgenommen beim Eid oder im Totenkult mit dem Weihguss aus ungemischtem Wein direkt auf den Erdboden.

## Τοῖς ἐγρηγορόσιν ἕνα καὶ κοινὸν κόσμον εἶναι.
Τοῖς ἐγρηγορόσιν ἕνα καὶ κοινὸν κόσμον εἶναι.
Tois egrēgorosin hena kai koinon kosmon einai.
„Die Wachen sind in einer gemeinsamen Welt.“
Zitat aus den Werken des Historikers Plutarch über ein Fragment des Philosophen Heraklit:

«Ὁ Ἡράκλειτός φησι τοῖς ἐγρηγορόσιν ἕνα καὶ κοινὸν κόσμον εἶναι, τῶν δὲ κοιμωμένων ἕκαστον εἰς ἴδιον ἀποστρέφεσθαι.»

„Heraklit sagt, die Wachen seien in einer gemeinsamen Welt, von den Schlafenden aber habe sich jeder in seine eigene abgewendet.“

## Τοῖς εὐτυχοῦσι καὶ τρίμηνα παιδία.

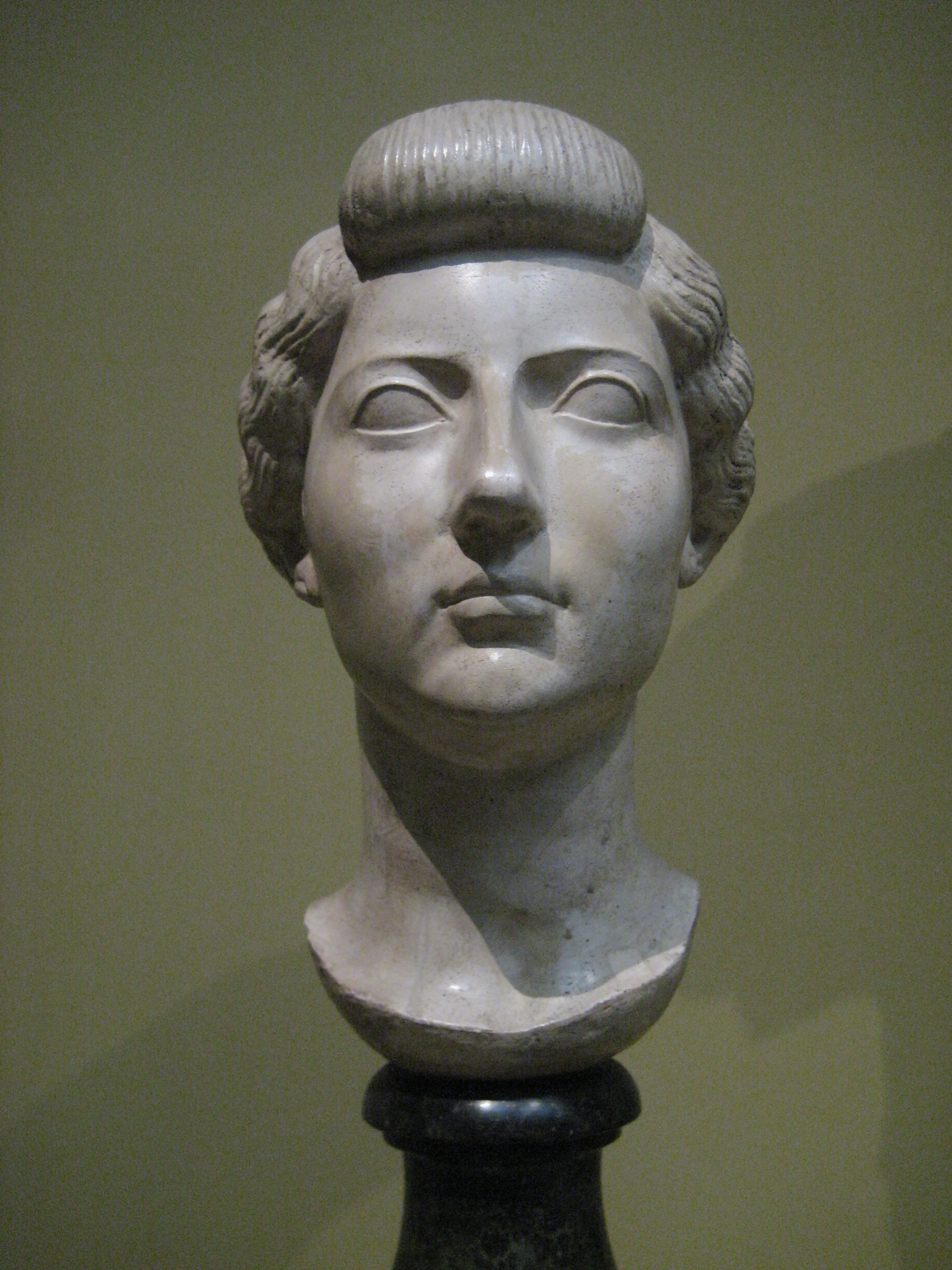
Livia Drusilla

Τοῖς εὐτυχοῦσι καὶ τρίμηνα παιδία.
Tois eutychousi kai trimēna paidia
„Vom Glück begünstigt, hast du Dreimonatskinder.“
Spottvers auf den römischen Politiker und Heerführer Drusus, den Vater des römischen Kaisers Claudius, über den der Historiker Sueton schreibt:

„Drusus, der Vater des Kaisers Claudius, trug zuerst den Vornamen Decimus, dann Nero. Er war der Sohn der, die, als sie schon schwanger war, Augustus’ Gattin wurde. Sie kam mit ihm kaum drei Monate nach ihrer Verheiratung nieder, und man vermutete, daß er aus dem ehebrecherischen Verhältnis, das sie mit seinem Stiefvater unterhielt, hervorgegangen sei.“

Drusus war ein Sohn aus der ersten Ehe der Livia Drusilla, der dritten Ehefrau des Kaisers Augustus. Als sie Octavian, dem späteren Augustus, vorgestellt wurde, verliebte sich dieser in die im sechsten Monat schwangere Frau und befahl ihrem Ehemann, sich von ihr scheiden zu lassen. Claudius Nero gehorchte und übergab seine Frau ihrem neuen Ehemann. Drei Tage zuvor (eventuell erst drei Monate später) brachte Livia ihren zweiten Sohn Drusus zur Welt. Mit Octavian war sie 51 Jahre verheiratet, ohne ein Kind von ihm zu bekommen.

## Τοῖς νενικημένοις ὀδύνη.
Τοῖς νενικημένοις ὀδύνη.
Tois nenikēmenois odynē.
„Den Besiegten Wehe!“

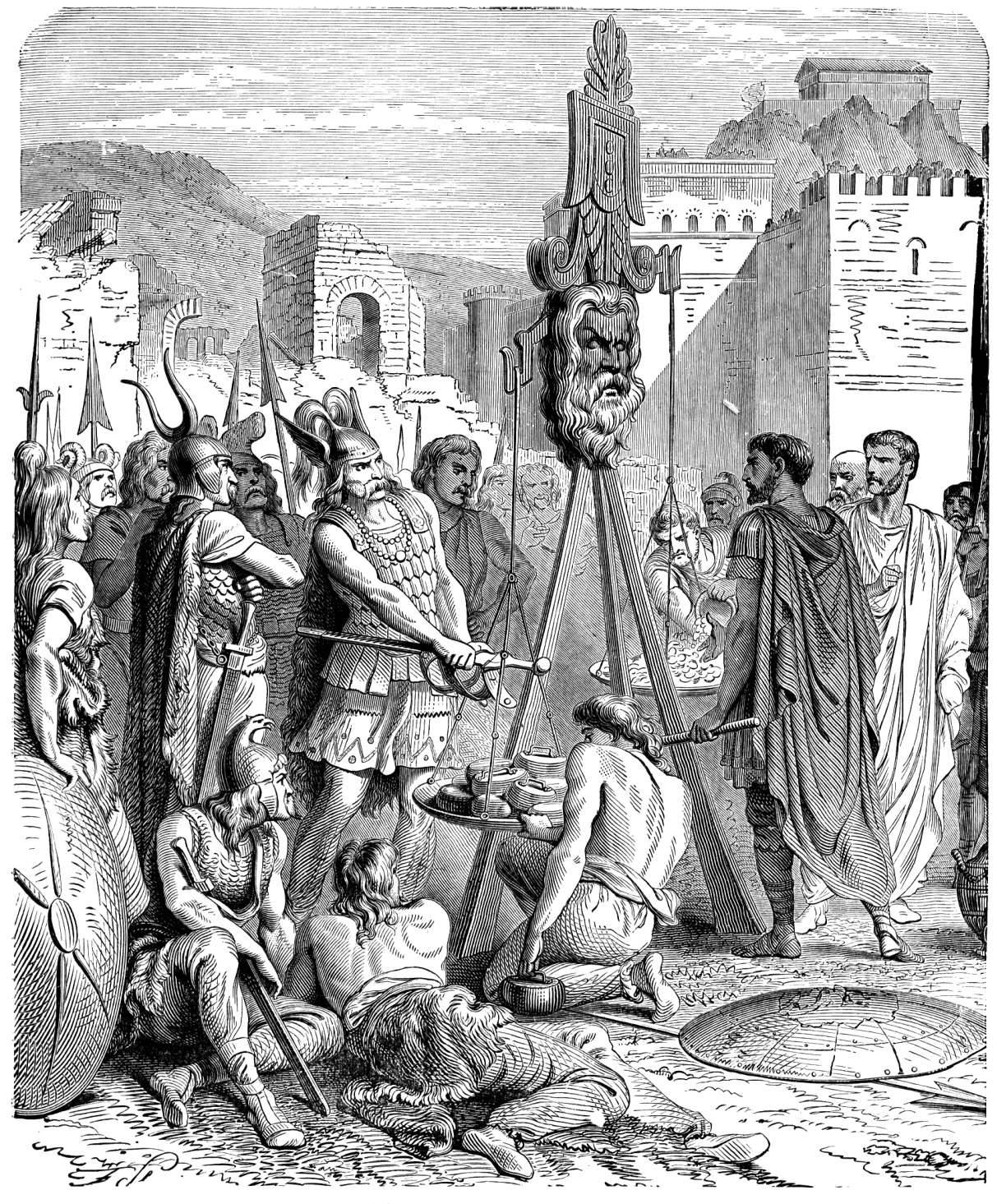
Brennus und Camillus

Die griechische Version von Vae victis! („Wehe den Besiegten!“), wie sie der Geschichtsschreiber Plutarch zitiert.
Sie geht auf einen Bericht des Livius über den Gallierkönig Brennus zurück, der, als sich die besiegten Römer sträubten, die auferlegten Kriegskontribution nach den zu schweren Gewichten der Feinde abzuwiegen, höhnend auch noch sein Schwert in die Waagschale warf und dabei ausrief: „Vae victis!“
Das Selbstbewusstsein des römischen Staates war erschüttert; die Keltenangst blieb auf Jahrzehnte hinaus ein wichtiger Faktor in der römischen Außenpolitik. So schreibt Jochen Bleicken:

„Niemals vergaßen [die Römer] das furchtbare Unglück; wie ein Schock hatte es auf sie gewirkt, und noch viele Jahrhunderte später, als Rom schon Weltreich war, fuhr jedem Römer das Entsetzen in die Glieder, wenn sich am fernen Horizont ein Haufe  von Galliern zeigte.“

## τὸν ἥττω λόγον κρείττω ποιεῖν
τὸν ἥττω λόγον κρείττω ποιεῖν
ton hēttō logon kreittō poiein
„die schwächere Sache zur stärkeren machen“
Prinzip der sophistischen Rhetorik. Der Sophist Protagoras selbst definiert seine Tätigkeit als „Menschen ausbilden“ (παιδεύειν ἀνθρώπους paideuein anthropous). Um dieses Ziel zu erreichen, bot er sich an, technisches Wissen und technische Fertigkeiten zu lehren. Tüchtigkeit (ἀρετή arete) galt nicht mehr als angeboren, sondern als erlernbar. Die Redekunst war ihnen das Wichtigste, da man sich damit in der Volksversammlung und vor Gericht am besten durchsetzen konnte.
Die Kompetenzen, die die Sophisten zu vermitteln versprachen, waren:
1. πολιτικὴ τέχνη (politikē technē): die Fähigkeit, sich im Prozess der Meinungsbildung und Entscheidungsfindung durchsetzen zu können;
2. ῥητορικὴ τέχνη (rhētorikē technē): die Fähigkeit, seine Meinung in der Debatte anderen glaubhaft zu machen;
3. δικανικὴ τέχνη (dikanikē technē): die Fähigkeit, vor Gericht zu bestehen.

Der Sophist Gorgias meinte zu diesem Prinzip, die Rede sei wie ein Gift, man könne mit ihr gleichermaßen vergiften und bezaubern.
Jan Ross schreibt unter der Überschrift Die neuen Sophisten:

„Die Sophisten traten gegen Ende des 5. vorchristlichen Jahrhunderts auf, als Wanderlehrer, die mit großer Publicity von Stadt zu Stadt zogen, um für viel Geld ihren Unterricht anzubieten, in Dichterinterpretation, Grammatik oder Naturkunde. Vor allem aber brachten sie politisch ehrgeizigen jungen Männern Rhetorik bei - in einer Gesellschaft der Mündlichkeit und des Live-Auftritts vor einer überschaubaren Bürgerschaft war die Redekunst, was heute die Fernsehtauglichkeit ist, und der Sophist eine Art Media-Consultant und TV-Trainer des klassischen Altertums.“

## Τὸν τεθνηκότα μὴ κακολογεῖν, γῆρας τιμᾶν.
Τὸν τεθνηκότα μὴ κακολογεῖν, γῆρας τιμᾶν.
Ton tethnēkota mē kakologein, gēras tīmān.
„Über Tote nichts Schlechtes reden, das Alter ehren.“
Ausspruch des Weisen Chilon von Sparta gemäß Diogenes Laertios; wörtlich: „Über den Toten nicht schlecht reden, (das) Greisenalter ehren.“
Der erste Halbsatz wird oft lateinisch zitiert:
„De mortuis nil nisi bene“ – „Von Toten nur Gutes.“ (Wörtlich: „Von Toten nichts, wenn nicht gut [sprechen]“, in besserem Deutsch „… nichts außer Gutem“.)

## τοῦ Πνεύματος βλασφημία
τοῦ Πνεύματος βλασφημία
tou Pneumatos blasphēmia
„Sünde wider den Heiligen Geist“
Eine Sünde wider den Heiligen Geist ist nach christlichem Verständnis eine Sünde, bei welcher das Wirken des Heiligen Geistes zurückgewiesen und dem Bösen zugerechnet wird. Der Begriff aus dem Evangelium nach Matthäus, wo Jesus sagt:

„Deshalb sage ich euch: Jede Sünde und Lästerung wird den Menschen vergeben werden; aber die Lästerung des Geistes wird nicht vergeben werden. Und wenn jemand ein Wort reden wird gegen den Sohn des Menschen, dem wird vergeben werden; wenn aber jemand gegen den Heiligen Geist reden wird, dem wird nicht vergeben werden, weder in diesem Zeitalter noch in dem zukünftigen.“

Der Ausdruck beruht wohl auf dem Vorfall, wo die Pharisäer behaupten, Jesus würde die bösen Geister durch Beelzebub, den Obersten der bösen Geister austreiben, anstatt durch den Heiligen Geist. Darauf sagte er zu ihnen, dass „die Lästerung gegen den Geist nicht vergeben wird.“
Die Relevanz besteht darin, dass Sünden wider den Heiligen Geist, im Unterschied zu allen anderen Sünden, nicht vergeben werden.

## τραγικὸν πάθος
τραγικὸν πάθος
tragikon pathos
„tragischer Schmerz“
Das Wort Tragödie entstammt dem antiken Theater und bezeichnet einen „Bocksgesang“ (τραγῳδία tragōdia). Beim Dionysoskult wurden Umzüge mit Maske und Bocksfell (τράγος tragos „[Ziegen-]Bock“) aufgeführt.
Häufig hört man zu Beginn des Spiels die Ankündigung, der Held werde sterben. Damit wird die moralische Wirkung auf den Zuschauer erhöht, denn die Ankündigung wird zwar ernst und in sich glaubwürdig vorgetragen, die weiteren Umstände der Szene bewegen den Zuschauer jedoch dazu, sich selbst zu täuschen und die Voraussage als unsinnig abzutun.
Tragisch (τραγικός tragikos) heißt nach Aristoteles ein Ereignis, das zugleich Mitleid (ἔλεος eleos) mit dem Betroffenen und Furcht (φόβος phobos) um uns selbst erweckt.

## τρία γένη πολιτειῶν
τρία γένη πολιτειῶν
tria gēnē politeiōn
„drei Formen der Herrschaft“
Der antike Geschichtsschreiber Polybios nennt folgenden Verfassungskreislauf:
1. βασιλεία basileia: Basilie (Königsherrschaft; Freiheit und Rationalität)
2. ἀριστοκρατία: Aristokratie (moralische und politische Kompetenz)
3. δημοκρατία: Demokratie (Legalität statt politischer Willkür)

Polybios beschreibt drei gute Verfassungstypen (Königtum, Aristokratie, Demokratie) und drei parekbatische („vom rechten Weg abweichende“) Formen (Tyrannis [τυραννίς], Oligarchie [ὀλιγαρχία], Ochlokratie [ὀχλοκρατία]). Der Grund für den Übergang einer guten Verfassungsform in den jeweils entarteten Typus sieht er im moralischen Verfall der Regierenden:

«Συμβαίνει δὴ τοὺς πλείστους τῶν βουλομένων διδασκαλικῶς ἡμῖν ὑποδεικνύειν περὶ τῶν τοιούτων τρία γένη λέγειν πολιτειῶν, ὧν τὸ μὲν καλοῦσι βασιλείαν, τὸ δ’ ἀριστοκρατίαν, τὸ δὲ τρίτον δημοκρατίαν.»

„Es ergibt sich schließlich: Die meisten, die uns eine Verfassungslehre haben geben wollen, unterscheiden drei Verfassungsformen, die sie Königtum, Aristokratie und Demokratie nennen.“

Nach seiner Vorstellung gibt es folgenden Kreislauf („→“ heißt „führt zu“):
Basilie → Tyrannis → Aristokratie → Oligarchie → Demokratie → Ochlokratie → Basilie …
Sowohl Aristoteles als auch Polybios vertraten die Ansicht, dass Staaten mit Mischverfassungen wie die Handelsrepublik Karthago, Sparta und die Römische Republik vor diesem Verfallskreislauf geschützt seien.

## τριάκοντα ἀργύρια
τριάκοντα ἀργύρια
triakonta argyria
„dreißig Silberlinge“
Judas Iskariot erhielt diese Summe von den Hohepriestern für seinen Verrat an Jesus. Judas warf es jedoch später in den Tempel. Von den 30 Denaren (Judas-Silberlinge) wurde der Blutacker gekauft, denn die Hohenpriester und Ältesten wollten das Geld nicht haben:

„3 Als nun Judas, der ihn ausgeliefert hatte, sah, dass Jesus verurteilt war, reute ihn seine Tat. Er brachte den Hohepriestern und den Ältesten die dreißig Silberstücke zurück 4 und sagte: Ich habe gesündigt, ich habe unschuldiges Blut ausgeliefert. Sie antworteten: Was geht das uns an? Das ist deine Sache. 5 Da warf er die Silberstücke in den Tempel; dann ging er weg und erhängte sich. 6 Die Hohepriester nahmen die Silberstücke und sagten: Man darf das Geld nicht in den Tempelschatz tun; denn es klebt Blut daran. 7 Und sie beschlossen, von dem Geld den Töpferacker zu kaufen als Begräbnisplatz für die Fremden. 8 Deshalb heißt dieser Acker bis heute Blutacker.“

Judas aber ging hin und erhängte sich und soll auf dem Blutacker beerdigt sein.

## Τυφλὸς τά τ’ ὦτα τόν τε νοῦν τά τ’ ὄμματ’ εἶ.
Τυφλὸς τά τ’ ὦτα τόν τε νοῦν τά τ’ ὄμματ’ εἶ.
Typhlòs tá t’ ôta tón te noûn tá t’ ómmat’ eî.
„Blind bist Du in den Ohren, dem Verstand und den Augen.“
Dieser Vers aus der Tragödie König Ödipus von Sophokles ist eine wütende Antwort von Ödipus auf den Seher Teiresias, als dieser ihm die schreckliche Nachricht enthüllt, dass er der Mörder seines Vaters, des Laios, war. Der — wegen der vielen T-Alliterationen an einen Stabreim anklingende — Satz dient heute im Griechischen als Redewendung und meint, dass man vollständig „dumm“ ist.

## Τῷ γὰρ καλῶς πράσσοντι πᾶσα γῆ πατρίς.
Τῷ γὰρ καλῶς πράσσοντι πᾶσα γῆ πατρίς.
Tō gar kalōs prassonti pasa gē patris.
„Denn für einen, dem es gut geht, ist die ganze Erde Vaterland.“
Dieser griechische Satz ist Vorbild für den lateinischen Tragikervers des mythischen Teucer in Ciceros Tusculanae disputationes:

“Patria est, ubicumque est bene.”

„Das Vaterland ist, wo immer es einem gut geht.“

Teukros war der beste Bogenschütze im griechischen Heer vor Troja. Als er von Troja zurückkehrte, ohne den Tod seines Bruders gerächt zu haben, ließ ihn Telamon, der Vater des Ajax nicht landen. Gezwungen, ein neues Vaterland zu suchen, fand Teukros dieses auf Zypern, das ihm Belos, der König von Sidon, überließ.
Dieses Zitat wird in Georg Büchmanns Geflügelten Worten verkürzt wiedergegeben mit „Ubi bene, ibi patria“ und von Gottfried Keller mit „Wo es mir wohl geht, da ist mein Vaterland“ übersetzt:

„Wo es mir wohl geht, da ist mein Vaterland! heißt es sonst und dieses Sprichwort soll unangetastet bleiben für diejenigen, welche auch wirklich eine bessere und notwendige Ursache ihres Wohlergehens im neuen Vaterlande aufzuweisen haben, welche in freiem Entschlusse in die Welt hinausgegangen, um sich rüstig einen Vorteil zu erringen und als geborgene Leute zurückzukehren, oder welche einem unwohnlichen Zustande in Scharen entfliehen und, dem Zuge der Zeit gehorchend, die neue Völkerwanderung über die Meere mitwandern; oder welche irgendwo treuere Freunde gefunden haben als daheim oder ihren eigensten Neigungen mehr entsprechende Verhältnisse oder durch irgendein schöneres menschliches Band festgebunden wurden.“

Eine gleichartige Formulierung findet sich bei Aristophanes (Übersetzung von Hieronymus Müller):

«Πατρὶς γάρ ἐστι πᾶσ’ ἵν’ ἂν πράττῃ τις εὖ.»

„Die Heimat ist stets da, wo es uns wohl ergeht.“

## Τῷ οὖν τόξῳ ὄνομα βίος, ἔργον δὲ θάνατος.
Τῷ οὖν τόξῳ ὄνομα βίος, ἔργον δὲ θάνατος.
Tō oun toxō onoma bios, ergon de thanatos.
„Der Name für den Bogen ist Leben, sein Werk aber Tod.“
Feststellung des Philosophen Heraklit, der darauf hinweist, dass im Griechischen die Wörter βίος (bíos, Leben) und βιός (biós, Bogen, Synonym zu τόξον toxon) nahezu identisch sind und sich nur in der Betonung unterscheiden. Solche doppeldeutigen Anspielungen werden bisweilen auch als gewollte Spiegelungen der verborgenen Struktur des Logos interpretiert, der sich als verschränkte Einheit von Gegensätzen erweist.
Für einen anderen, scheinbar paradoxen Gegensatz siehe Θάλασσα ὕδωρ καθαρώτατον καὶ μιαρώτατον … („Meerwasser ist das reinste und scheußlichste …“)

## Τῷ σοφωτάτῳ.
Τῷ σοφωτάτῳ.
Tō sophōtatō.
„Dem Weisesten“

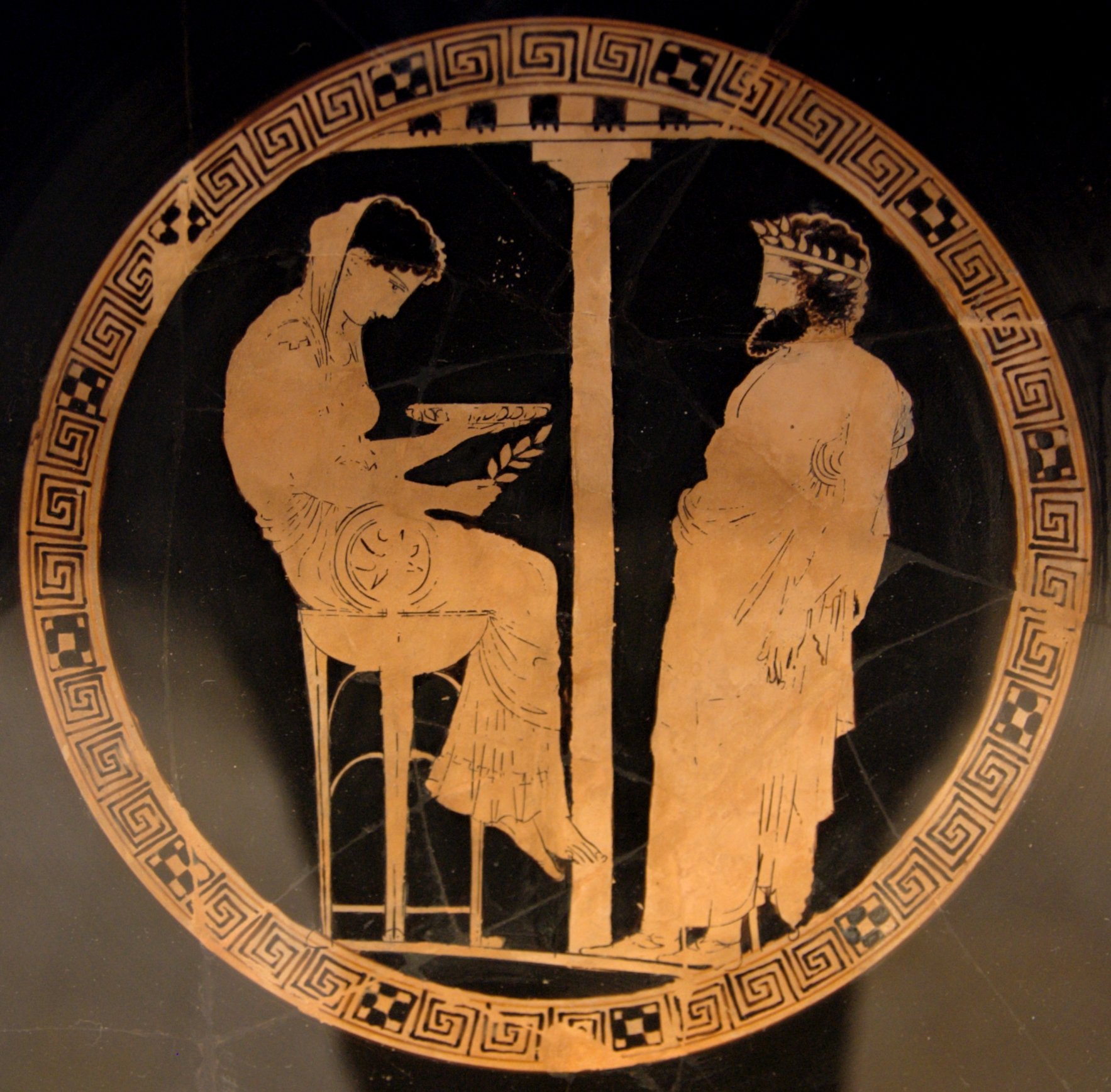
Pythia in Delphi auf ihrem Dreifuß

Aus der Geschichte von dem Dreifuß, den Fischer bei der ionischen Stadt Milet aus dem Meere zogen. Auf dem Dreifuß stand die Aufschrift ΤΩΙ ΣΟΦΩΤΑΤΩΙ. Die Fischer gerieten darüber in Streit, wer von ihnen der Weiseste sei und wem der Dreifuß gehören solle. So befragten sie das Orakel von Delphi. Der Orakelspruch lautete:
Bürger Milets, du befragst den Phoibos über den Dreifuß?

Wer der Weiseste ist, dem gebührt, so sag’ ich, der Dreifuß.
So wurde Plutarch zufolge der Dreifuß dem Philosophen Thales von Milet überreicht. Dieser übergab ihn einem anderen der Sieben Weisen, weil er ihn für weiser hielt, der ihn aber ebenfalls an einen weiteren Weisen weiterreichte, bis er zurück zu Thales kam. Daraufhin beschlossen sie, den Dreifuß dem Gott Apollon als dem Weisesten zu übergeben. Nach Plutarch wurde er nach Theben gebracht, nach Theophrastos nach Delphi, bei dem auch Bias von Priene der letzte Weise war vor der Entscheidung, den Dreifuß Apoll zu widmen, was Plutarch selbst erwähnt.

## Τῶν ἄγαν γὰρ ἅπτεται Θεός, τὰ μικρὰ δ’ εἰς τύχην ἀφεὶς ἐᾷ.
Tōn agan gar haptetai theos, ta mikra d’ eis tychēn apheis ea.
„Denn die übergroßen Dinge rührt Gott an, die kleinen überlässt er dem Zufall.“
Dieses Zitat aus den Werken des Historikers Plutarch wurde Vorbild für den folgenden viel benutzten Spruch aus dem römischen Recht:

“Minima non curat praetor.”

„Um Kleinigkeiten kümmert sich der Prätor nicht.“

Das heißt konkret, dass Gerichte (der Prätor) in Bagatellsachen keine Entscheidungen treffen, und findet sich im deutschen Recht wieder. Nach diesem Prinzip wies auch das Finanzgericht Hamburg im Jahr 2004 die Klage eines Rechtsanwalts ab, der auf Erstattung eines Betrags von 0,66 Euro klagte, der sich auch noch aus verschiedenen kleineren Beträgen zusammensetzte.

## Τῶν ἀνθρώπων τοὺς φρονίμους δεῖ πρότερον τὰ τέλη τῶν πραγμάτων σκοπεῖν …

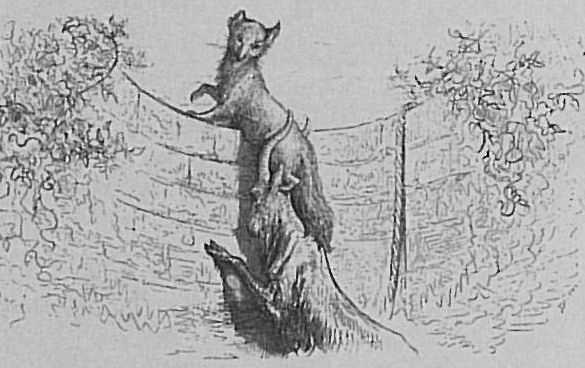
Illustration für die Version der Fabel Der Fuchs und der Bock von Jean de La Fontaine

Τῶν ἀνθρώπων τοὺς φρονίμους δεῖ πρότερον τὰ τέλη τῶν πραγμάτων σκοπεῖν, εἴθ’ οὗτως αὐτοῖς ἐπιχειρεῖν.
Tōn anthrōpōn tous phronimous dei proteron ta telē tōn prāgmatōn skopein, eith’ houtōs autois epicheirein.
„Klugen Leuten ziemt es, zunächst das Ende eines Unternehmens ins Auge zu fassen, und es erst dann also ins Werk zu setzen.“
Dieser Satz wird auf Äsops Fabel Der Fuchs und der Bock (griechisch Ἀλώπηξ καὶ τράγος Alōpēx kai tragos) zurückgeführt, bei der ein Fuchs in einen Brunnen fällt und dadurch wieder herauskommt, indem er einen Ziegenbock dazu verleitet, ebenfalls in den Brunnen zu springen. Nachdem der Bock ihm herausgeholfen hat, lässt ihn der schadenfrohe Fuchs alleine im Brunnen zurück.
In den Goldenen Versen eines unbekannten Pythagoreers heißt es:

«Βουλεύου δὲ πρὸ ἔργου, ὅπως μὴ μῶρα πέληται.»

„Überlege vor der Tat, damit nichts Törichtes daraus entstehe.“

Bekannt ist die lateinische Version, die in den Gesta Romanorum gebraucht wird:

“Quidquid agis, prudenter agas et respice finem.”

„Was auch immer du tust, tu es klug und schau auf die Folgen.“

Der Nürnberger Meistersinger Hans Sachs erzählt 1557 in seinem Kurtzweiligen Zeitvertreiber, dass ein Philosoph aus Athen diese Weisheit verkauft habe. Sachs erzählt, dass der Tyrann Dionysios einen Philosophen unter den Kaufleuten sitzen sah und ihn fragte, was er zu verkaufen hätte. Er antwortete: „Weisheit“. Dionysius bezahlte 400 Gulden und der Philosoph sagte ihm den folgenden Spruch:
Mensch, was du thust, bedenk’ das End,

Das wird die höchst' Weisheit genennt.
Das erinnert an Herodots Worte, die dieser dem Weisen Solon in den Mund legte:

«Σκοπέειν δὲ χρὴ παντὸς χρήματος τὴν τελευτήν, κῇ ἀποβήσεται.»

„Auf das Ende einer jeden Sache muss man schauen, wie sie einmal ausgehen wird.“